# Cecchina
Cecchina è un centro abitato di 9 141 abitanti. Amministrativamente, il suo nucleo centrale fa parte del comune di Albano Laziale (con lo status di frazione e capoluogo di circoscrizione), mentre altre sue parti ricadono nel territorio di Ariccia (con lo status di frazione) e di Ardea (come parte della frazione Cecchina Montagnano d'Ardea), nella città metropolitana di Roma capitale in Lazio.
La località, di recente sviluppo urbanistico, è inclusa nell'area dei Castelli Romani.
La parte più antica dell'abitato si trova a quota 237 m s.l.m. sul versante occidentale dell'antico cratere vulcanico prosciugato di Vallericcia, al chilometro 9 della strada regionale 207 Nettunense e lungo la ferrovia Roma-Velletri.

## Geografia fisica

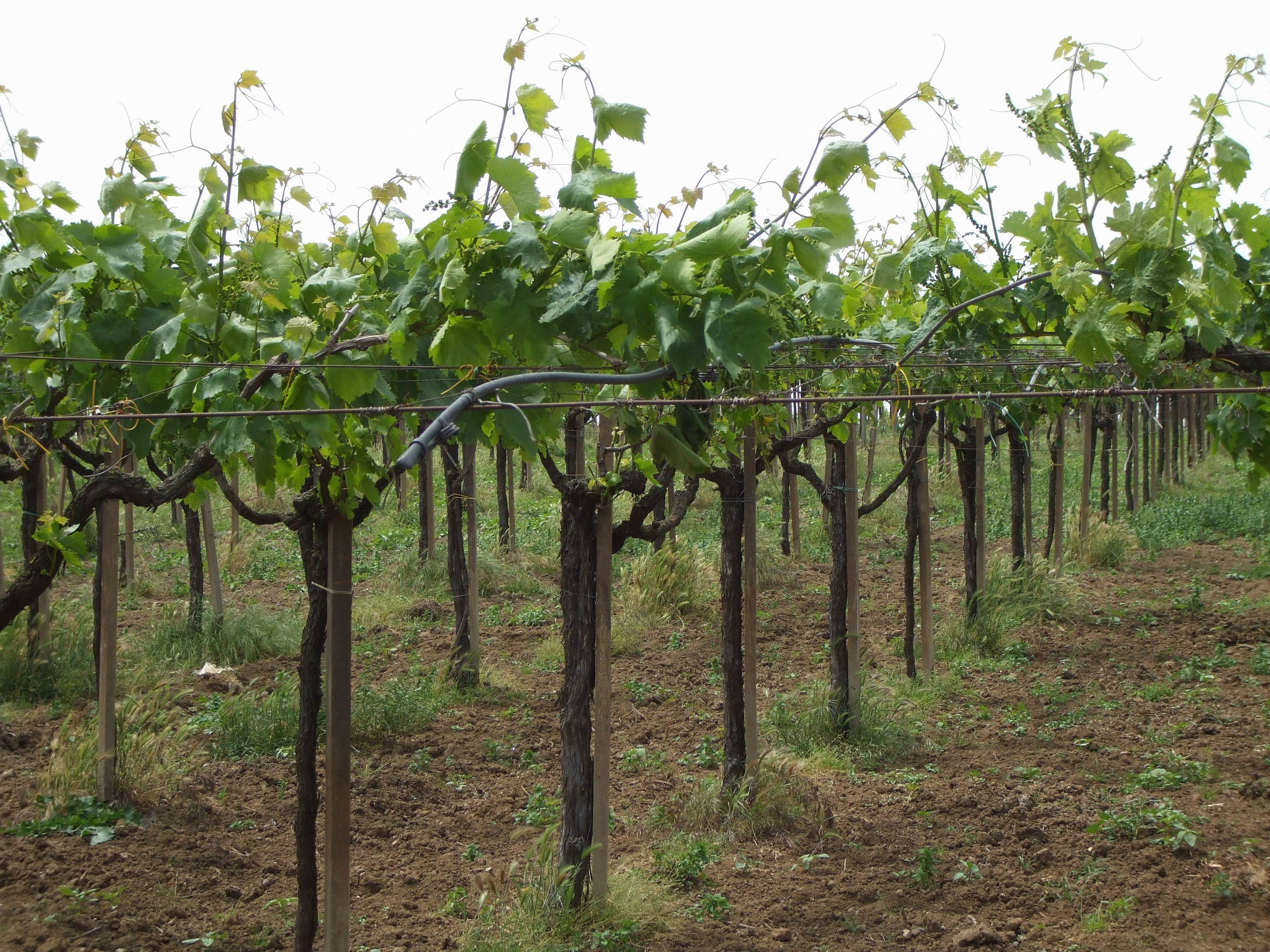
Particolare di vigneto cecchinese.

### Clima
Per la sua posizione collinare e la poca distanza dal mare, circa 20–25 km, Cecchina gode di un clima mediterraneo con estati calde e ventilate ed inverni relativamente miti e raramente nevosi.
Dal punto di vista termico il territorio rientra nel dominio del clima mediterraneo con inverni miti, temperature autunnali leggermente superiori a quelle primaverili, estati ventilate e tiepide. Le precipitazioni si aggirano sui 900 – 1000 mm. annui, con una diminuzione da gennaio-febbraio a luglio-agosto e un brusco aumento a settembre. I venti spirano prevalentemente da sud e da ovest, quindi lasciano spazio a giornate miti e tirreniche, più raramente da nord e da est.
La distribuzione annuale della piovosità è inferiore ai 1000 mm e in media è compresa tra i 700 e i 900 mm. Ai Colli Albani si presenta il fenomeno detto stau, che consiste nella riduzione del vapore acqueo nelle nuvole man mano che il terreno si alza. Perciò la piovosità maggiore si ha sulle prime alture dei Colli Albani, rivolte verso il mare, verso sud sud-ovest, e la minore verso nord.
Normalmente la zona è battuta da venti di Scirocco e Libeccio, ma talvolta compare anche il Ponentino. Durante l'inverno invece si ha la presenza di Tramontana e Grecale, il primo proveniente dalla vasta pianura dell'Agro Romano.
| Mese                  | Mesi   | Mesi   | Mesi  | Mesi    | Mesi    | Mesi   | Mesi    | Mesi   | Mesi   | Mesi   | Mesi   | Mesi  | Stagioni | Stagioni | Stagioni | Stagioni | Anno  |
| Mese                  | Gen    | Feb    | Mar   | Apr     | Mag     | Giu    | Lug     | Ago    | Set    | Ott    | Nov    | Dic   | Inv      | Pri      | Est      | Aut      | Anno  |
| --------------------- | ------ | ------ | ----- | ------- | ------- | ------ | ------- | ------ | ------ | ------ | ------ | ----- | -------- | -------- | -------- | -------- | ----- |
| T. max. media (°C)    | 11,8   | 12,4   | 14,3  | 19,5    | 21,4    | 25,4   | 29,1    | 28,3   | 23,7   | 20,1   | 13,8   | 10,8  | 11,7     | 18,4     | 27,6     | 19,2     | 19,2  |
| T. media (°C)         | 4,6    | 5,1    | 5,5   | 8,4     | 10,8    | 13,7   | 15,6    | 16,2   | 12,4   | 9,9    | 5,4    | 2,8   | 4,2      | 8,2      | 15,2     | 9,2      | 9,2   |
| T. min. media (°C)    | 8,0    | 8,4    | 9,4   | 13,5    | 15,7    | 19,2   | 22,1    | 21,8   | 17,1   | 13,9   | 9,0    | 6,3   | 7,6      | 12,9     | 21,0     | 13,3     | 13,7  |
| Precipitazioni (mm)   | 60,5   | 177,8  | 111,5 | 53,3    | 66,8    | 20,1   | 1,0     | 21,6   | 42,4   | 61,5   | 78,2   | 61,5  | 299,8    | 231,6    | 42,7     | 182,1    | 756,2 |
| Vento (direzione-m/s) | SE 4,7 | SE 5,5 | E 5,0 | ESE 3,6 | WNW 4,1 | SE 3,9 | WNW 4,4 | SE 4,6 | SE 4,2 | SE 3,3 | SE 4,2 | N 5,3 | 5,2      | 4,2      | 4,3      | 3,9      | 4,4   |

- Classificazione climatica: zona D, 1919 GR/G.

### Territorio

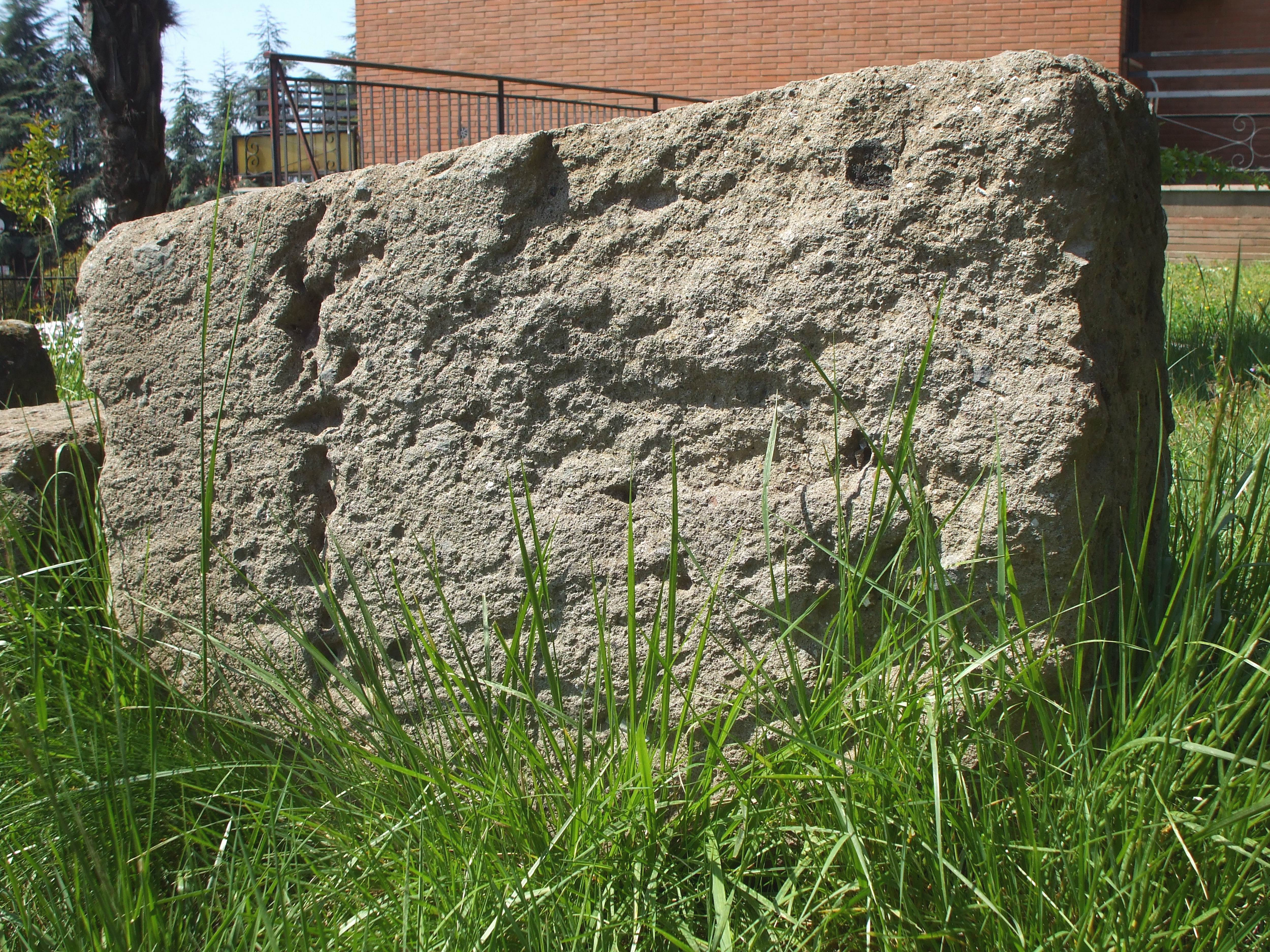
Peperino di Cecchina.

Il territorio cecchinese è composto geologicamente da materiali delle manifestazioni eruttive finali del Vulcano Laziale, provenienti dai crateri del Lago Albano, di Vallericcia e del Laghetto di Turno a Pavona, nell'adiacente territorio di Castel Gandolfo. Questi materiali piroclastici originarono, circa 30.000 anni or sono, i peperini di Cecchina, del tipo del peperino, materiale di cui è composta prevalentemente la zona dei Castelli Romani e che nasconde il "segreto" della produzione vitivinicola della zona.
Nel territorio della circoscrizione cecchinese non sono presenti alture di rilievo, poiché il terreno tende a declinare verso il mar Tirreno dalle montagne vulcaniche dei Colli Albani. L'altitudine massima si registra a quota 315 metri s.l.m. in prossimità dell'antica località denominata Prelatura Doria (odierna Perlatura), lungo la Strada Provinciale Vallericcia-Perlatura, a picco sul cratere di Vallericcia. Poco più bassi sono Ginestreto e Rufelli (290 metri s.l.m.), Poggio Ameno (anticamente denominato Colle Conicchione - 276 metri s.l.m); la stazione ferroviaria di Cecchina si attesta invece a 216 metri s.l.m., mentre l'area di Roncigliano risulta essere a 181 metri, la Cancelliera a 175 metri e Montagnano a 151 metri s.l.m..
La Classificazione sismica è nella zona 2 (sismicità medio-alta), secondo la riclassificazione sismica del territorio della Regione Lazio 2003.

## Origini del nome

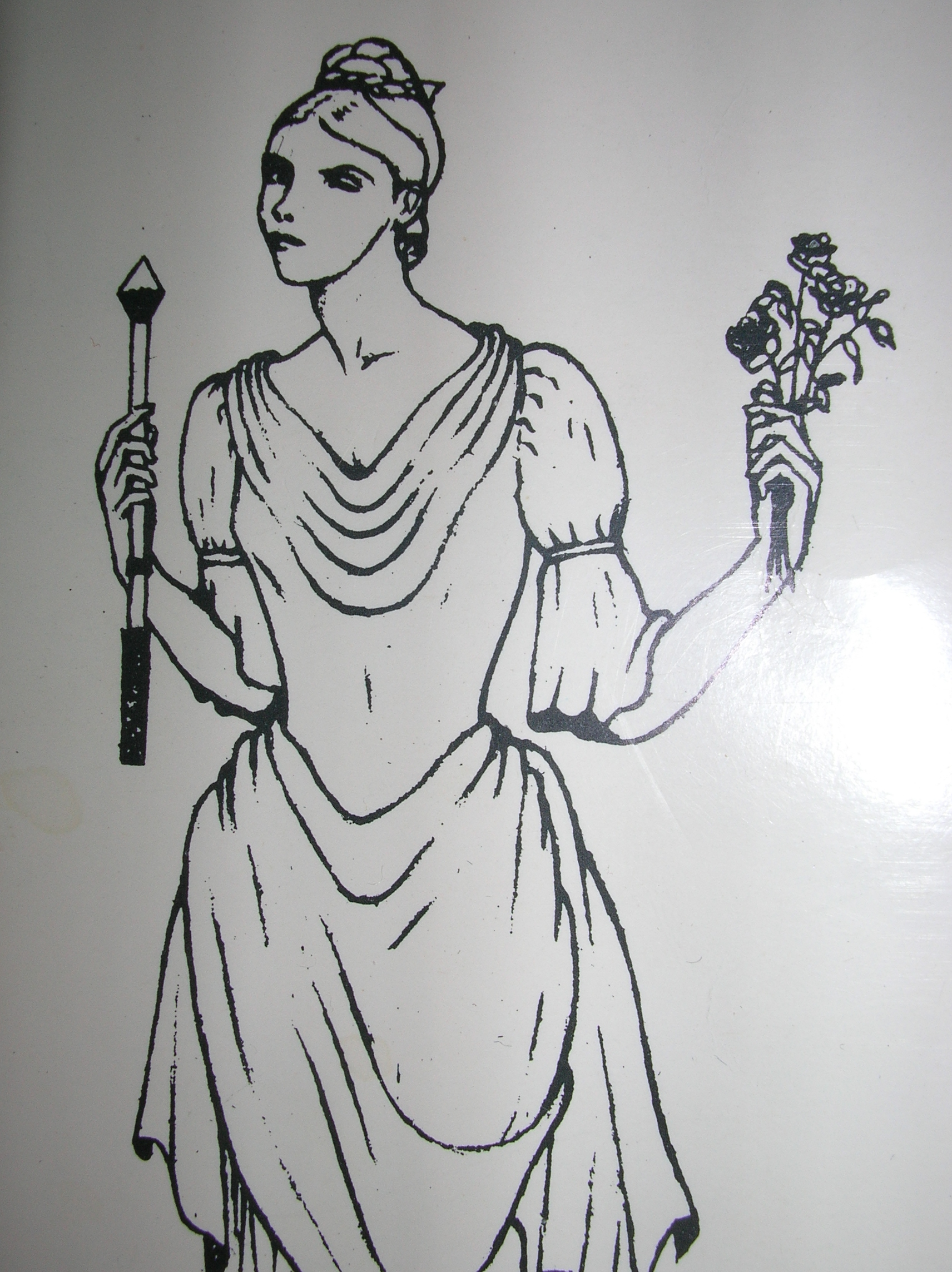
Statua de la Cecchina.

Cecchina trae il nome dalla antica e nobile famiglia romana dei Cecchini che nel Seicento possedevano un casale al chilometro 9 della via Nettunense (l'antica via romana Anziate), tra cui un sacerdote cattolico, monsignor Sebastiano Cecchini, ed il fratello Bernardino Cecchini: da costoro il casale prese il nome di Casale della Cecchina (odierno Cecchina vecchia) e la tenuta circostante divenne nota come La Cecchina.
A riguardo del nome esiste anche una leggenda moderna, peraltro non documentata, secondo cui una discendente del Re Turno, infortunatasi ad un occhio, venne chiamata per questo la Cechina.

## Storia
Le prime linee ferroviarie dello Stato Pontificio, costruite a partire dalla prima metà dell'Ottocento, ebbero proprio a Cecchina un vero ed efficiente nodo di scambio, punto di sosta obbligato per quanti erano diretti non solo a Velletri, ma anche ad Anzio e persino ad Albano. Il papa Pio IX visitò la stazione di Cecchina nel 1859 ben due volte per constatare l'andamento dei lavori sulla costruenda linea ferroviaria. Lo stesso Gabriele D'Annunzio, ad esempio, ebbe modo di ricordare nelle sue memorie come per raggiungere un albergo di Albano, ove trascorrere una delle sue celeberrime notti d'amore, fu costretto ad una breve sosta presso la stazione de "La Cecchina". Quanta importanza abbia avuto la strada ferrata per questo territorio lo dimostrano inoltre le vecchie foto storiche che testimoniano di come persino le prime aule della locale scuola elementare fossero installate in un vagone ferroviario. Ancora oggi, poi, persino l'indirizzario ufficiale delle Poste Italiane continua ad annoverare questa località non già con il suo nome proprio, ma con la denominazione di Cecchina Stazione.
L'importanza avuta dalla stazione di Cecchina fu notevole, soprattutto per quanto concerne le bonifiche degli anni trenta delle vicine zone dell'agro pontino e per le due guerre mondiali del 1915-1918 e del 1939-1945. In Cecchina poterono affluire beni di ogni sorta e per ogni necessità, da utilizzare di volta in volta che i lavoratori impegnati nelle operazioni di bonifica strappavano nuovi territori alla insalubre palude; i prodotti delle grandi tenute cecchinesi, adibite in maggioranza a vigneti, uliveti ed al pascolo brado delle famose Vaccinececchinesi dalle corna lunghe guidate dai butteri, sfruttando le strade carrozzabili del paese, convenivano in massa nella ferrovia e da lì venivano smistati in ogni direzione. L'impianto ferroviario della stazione era munito di una piattaforma girevole per le manovre delle locomotive e di un grande serbatoio per il loro rifornimento idrico. Durante la prima guerra mondiale, ad esempio, parte dell'esercito italiano si rifornì continuamente proprio dalla stazione di Cecchina di grano, avena e foraggio, mediante appalti ricevuti dal Governo dell'epoca; centinaia di bovini e cavalli partivano per il fronte, i primi per la macellazione, gli altri destinati alle zone delle operazioni.
A inizio 2008, un giovane ricercatore e studente di archeologia, Christian Mauri, ha localizzato con esattezza in Cecchina di Albano Laziale il sito dell'antico Lucus Ferentinae ovvero il bosco sacro (lucus) ove si riuniva la federazione delle città della Lega Latina.
Già lo storico Emanuele Lucidi riteneva che Cecchina sorgesse anche nei pressi dell'antica sede della città volsca di Corioli, conquistata dall'eroe romano Gneo Marcio Coriolano; proprio all'opera dei Romani si deve la costruzione degli emissari del lago di Nemi e di Vallericcia, col fine di livellare le acque dei due specchi d'acqua che attraversavano l'area cecchinese scendendo a valle verso il mar Tirreno. L'analisi archeologica e topografica ha evidenziato infatti la presenza a Cecchina di un abitato a costante continuità di vita dall'età del Bronzo fino all'età repubblicana, il cui confronto con le fonti letterarie ha permesso di identificare con il Lucus Ferentinae. Questo sito sorgeva fin dall'epoca arcaica all'interno del territorio di Ariccia ed a non molta distanza dalla città volsca di Corioli (oggi Monte Giove). Tra gli importanti ritrovamenti archeologici effettuati a Cecchina nel corso del Novecento ricordiamo l'abitato dell'età del Ferro venuto alla luce negli anni settanta lungo Via Perlatura e la necropoli arcaica di Via Lazio, rimasta inedita per molti anni. Questo in particolare fu il luogo dove venne ucciso Turno Erdonio per mano di Tarquinio il Superbo, in occasione di una riunione della Lega Latina alla fine del VI secolo a.C., a causa della sua opposizione nei confronti del re di Roma. Le tombe a fossa restituirono circa 20 scheletri ammassati tra loro e privi dei crani, i quali vennero rinvenuti in una fossa circolare a parte, segno evidente di un'esecuzione capitale. A breve distanza si trova lo sbocco dell'emissario di Nemi a Cecchina, riconoscibile con il caput aquae Ferentinae riportato dagli storici e presso il quale venne ucciso Turno. Da segnalare infine il celebre santuario di Valle Ariccia, rinvenuto subito al di sotto del costone di tufo di Via Perlatura, nel lato verso Vallericcia, il quale ha restituito le bellissime statue in terracotta di tre divinità femminili (Cerere, Proserpina ed appunto Ferentina) oggi conservate nel Museo delle Terme a Roma.
Altra località di antica origine nel territorio di Cecchina è quella di Montagnano, che ha restituito numerosi reperti di età preistorica (conservati nel Museo Civico di Albano) ed una tomba a pozzo del IX secolo a.C. (oggi nel Museo di S. Scolastica a Subiaco). Il nome deriva dall'antico villaggio di Giano, riportato da Virgilio nell'Eneide (VII, 601-622) ai tempi dello sbarco di Enea nel Lazio. Nel Medioevo sorse sul luogo il Casale di Monte Giano (oggi Tor di Sbarra), in località Monte Jani, da cui deriva il nome Montagnano. Non lontano verrà aggiunto nel Cinquecento il bel mulino di Montagnano, alimentato dalle acque dell'emissario di Nemi.
In epoca romana nel territorio di Cecchina sorsero molte ville romane, tra cui la più importante fu la villa del console Memmio Regolo in località Le Cese, che ha restituito molte statue, tra cui un Sileno con pantera (oggi ai Vaticani) ed una statua colossale di Artemide. Altra villa fu quella di Senecianus presso il casale della Pagliarozza, che ha restituito molto materiale, tra cui i resti di un cornicione romano e tegole con bolli. Da segnalare soprattutto le molte ville di liberti imperiali del II secolo d.C. in località Cancelliera. Per ultima la cosiddetta villa di Flavio Fileconzio in Via Perlatura, con sottostante criptoportico, di cui rimangono oggi un mosaico ed alcune strutture in opera incerta. Notevoli anche i mosaici di una villa romana in Via Tor Paluzzi.
Nel Medioevo, in prossimità di Cecchina sorsero alcuni insediamenti fortificati: Castel Savello, Tor di Sbarra (Montagnano) e Tor Paluzzi, Torre Cancelliera.

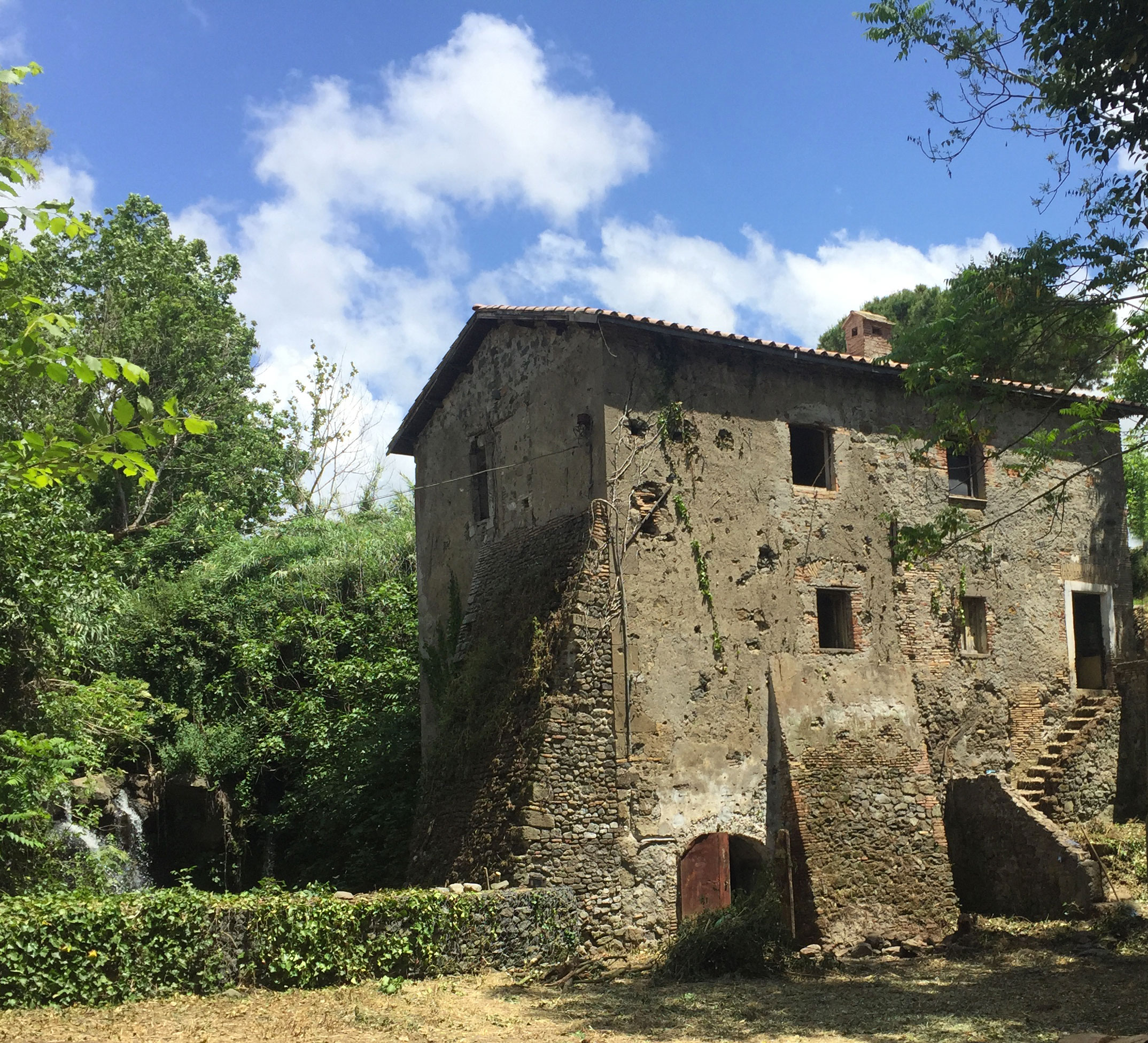
Il mulino in località Fontana di Papa chiamato Mola di Montagnano

Nel Medioevo il primo casale ad essere eretto fu quello di Montagnano nel XII secolo, in località detta Monte Jani. Oggi se ne conserva la torre originaria con scarpata, nota in epoca moderna anche come Tor di Sbarra. A ridosso della Via Nettunense sorsero nel Cinquecento le stalle (oggi in località Fontana di Papa), il mulino e la chiesetta di S. Antonio abate (demolita negli anni ’60).
Al Duecento risale la costruzione della Turris de Gandulphis da parte del senatore di Roma Giannotto Ottone Gandolfi (già fondatore di Castel Gandolfo). A partire dal Quattrocento compare la doppia denominazione di Torre Paluzza o Gandulfa ed inizia a rientrare tra le proprietà dei Paluzzi Albertoni. I Paluzzi ampliarono il casale alzandolo di un piano (nascondendo di fatto la torre) ed aggiungendo la chiesetta dell’Immacolata Concezione (distrutta negli anni ’60). Oggi è noto come Vecchio Montano ed ospita un Museo della Civiltà contadina. Nel XII secolo venne eretta la torre Cancelliera, così chiamata dalla famiglia dei Cancellieri di Roma, che entrò in possesso della tenuta nel corso del Trecento.
Al Seicento risale la costruzione del casale di Roncigliano e dei Casali di Villafranca e Casal Negroni, questi ultimi sorti intorno al 1620 per volere del monsignor Marcaurelio Maraldi da Cesena. La località già in questo periodo produceva del vino “delicato e dolce” tra i migliori di Albano. La famiglia Negroni entrò in possesso del casale omonimo nel Settecento, ampliandolo. Nel portone d’ingresso se ne conservava lo stemma “parlante”, con due mori affrontati.
Le prime notizie storiche su Cecchina risalgono alla metà del XVII secolo, e precisamente all'anno 1677, quando al miglio XI della via Nettunense  monsignor Sebastiano Cecchini, membro della omonima nobile famiglia romana nato nel territorio dell’Aquila, dove il padre Filippo reggeva la rappresentanza dello Stato pontificio nella provincia borbonica dell’Abruzzo ulteriore, fece erigere un grande casale, oggi in località denominata Cecchina vecchia. Intorno all'anno 1670 circa, il religioso aggiunse al casale anche una chiesetta dedicata a Sant'Antonio da Padova, al cui interno, dal 1881, riposa la salma della marchesa Francesca Ferraioli. Alla morte di Sebastiano Cecchini il casale passò in eredità al fratello, don Bernardino Cecchini, il quale ne risulta essere proprietario nel 1720. L'edificio quindi divenne noto come il Casale dei Cecchini ed anche la tenuta circostante, possesso di questa famiglia, venne chiamata La Cecchina, da cui deriva il nome attuale.
Per il resto, buona parte del territorio rimaneva possesso di un numero limitato di famiglie, specialmente i Savelli, i Chigi e i Doria.
Nel 1863 Cecchina venne attraversata dalla ferrovia Roma-Velletri, e l'apertura della propria stazione ferroviaria pose le basi del futuro sviluppo urbanistico della frazione.
Il primo fabbricato dell'odierna Cecchina e dal quale la memoria popolare degli abitanti ancora oggi attinge, attraverso scritti e racconti tramandati di generazione in generazione, fu un'abitazione eretta intorno al 1880 di fianco alla stazione ferroviaria, che venne adibita ad ufficio postale, costruita da tale Giovanni Primavera, uno dei primissimi cecchinesi.
Nel 1919, dopo la promulgazione del decreto Vivacchi che ordinava la spartizione dei terreni dei grandi proprietari terrieri ai reduci della prima guerra mondiale, in tutta la fascia occidentale dei Castelli Romani, da Ciampino, allora frazione di Marino, fino a Velletri, passando per Frattocchie, Cecchina e Genzano, scoppiarono violenti tumulti per sollecitare la suddivisione delle terre.

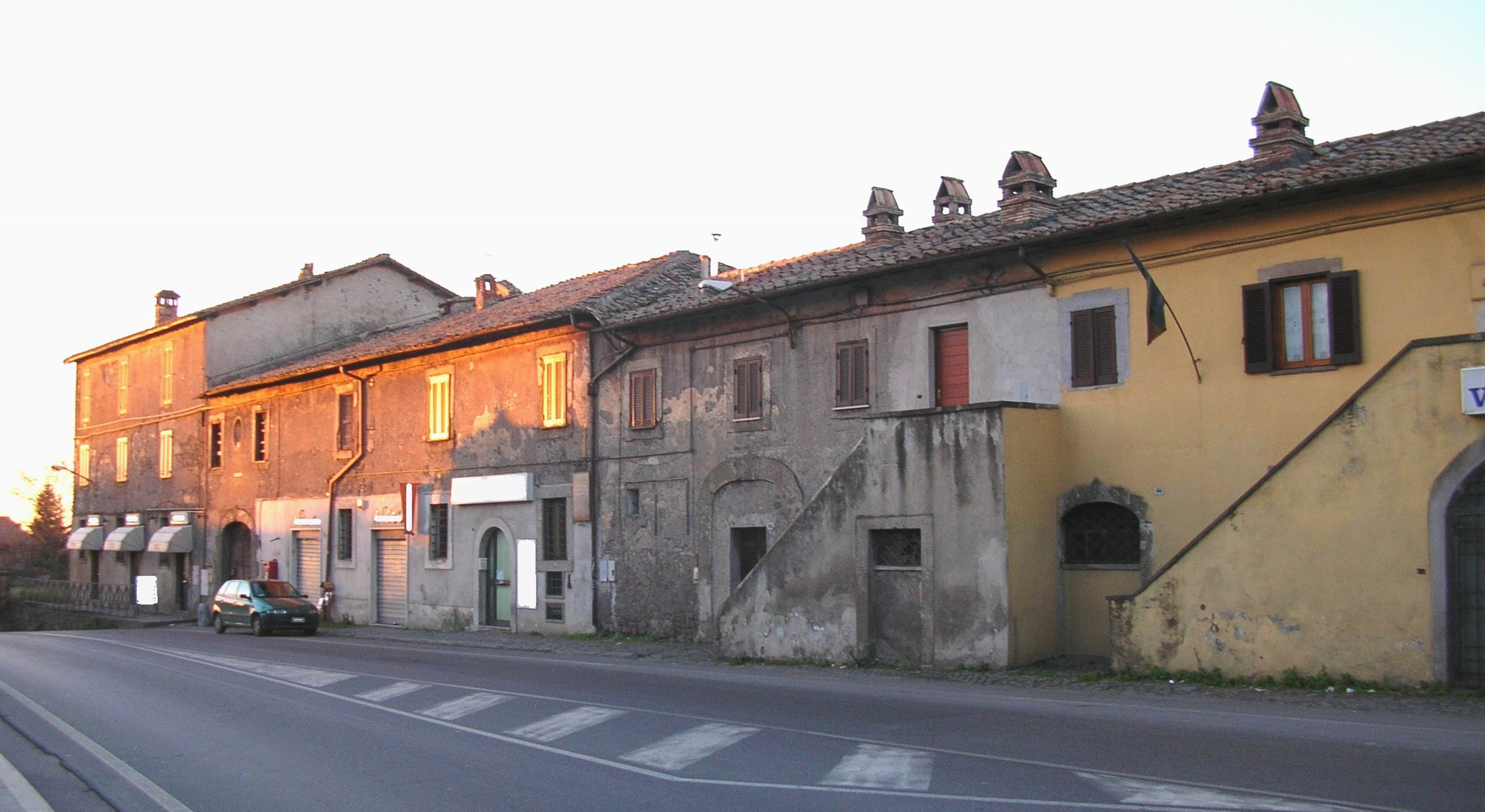
Cecchina di Albano, il casale dei Cecchini, in localitàCecchina vecchia.

La metà degli anni trenta del XX secolo, e precisamente il 1935, fu una data importante per il paese: Cecchina centro e le sue zone, composte di case sparse, vennero cedute, in seguito a scambi di territori tra il comune di Roma ed i comuni limitrofi, ad Albano Laziale; la parte ad est dell'emissario del lago di Nemi passò invece ad Ariccia (Ginestreto, Fontana di Papa, Piani di Santa Maria); Montagnano basso, sotto l'Ardeatina, assieme a Pescarella andò a far parte di Pomezia (più tardi, in seguito alla creazione del comune di Ardea diverrà possedimento di quest'ultima), mentre Campoleone finì per essere inglobata da Aprilia, città appena nata per opera della bonifica nella nuova provincia allora denominata Littoria, l'odierna Latina. Per l'amenità del luogo ed anche per la sua vicinanza alle zone paludose bonificate o in fase di ultimazione dal regime fascista, il paese inizia ad essere popolato ed ampliato da piccoli artigiani ed agricoltori del luogo (albanesi, ariccini e genzanesi), individui in cerca di nuova e migliore occupazione, divenendo così anche un punto di ristoro ed approvvigionamento lungo la via Nettunense; di seguito sarà ampliata la stazione ferroviaria e l'abitato comincia a conoscere un elevato fenomeno d'immigrazione, accogliendo molti lavoratori provenienti, oltre che dalle zone limitrofe (Abruzzo, Umbria, Marche e la vicina Provincia di Frosinone) anche dalla Calabria, dal Veneto e dall'Emilia-Romagna.

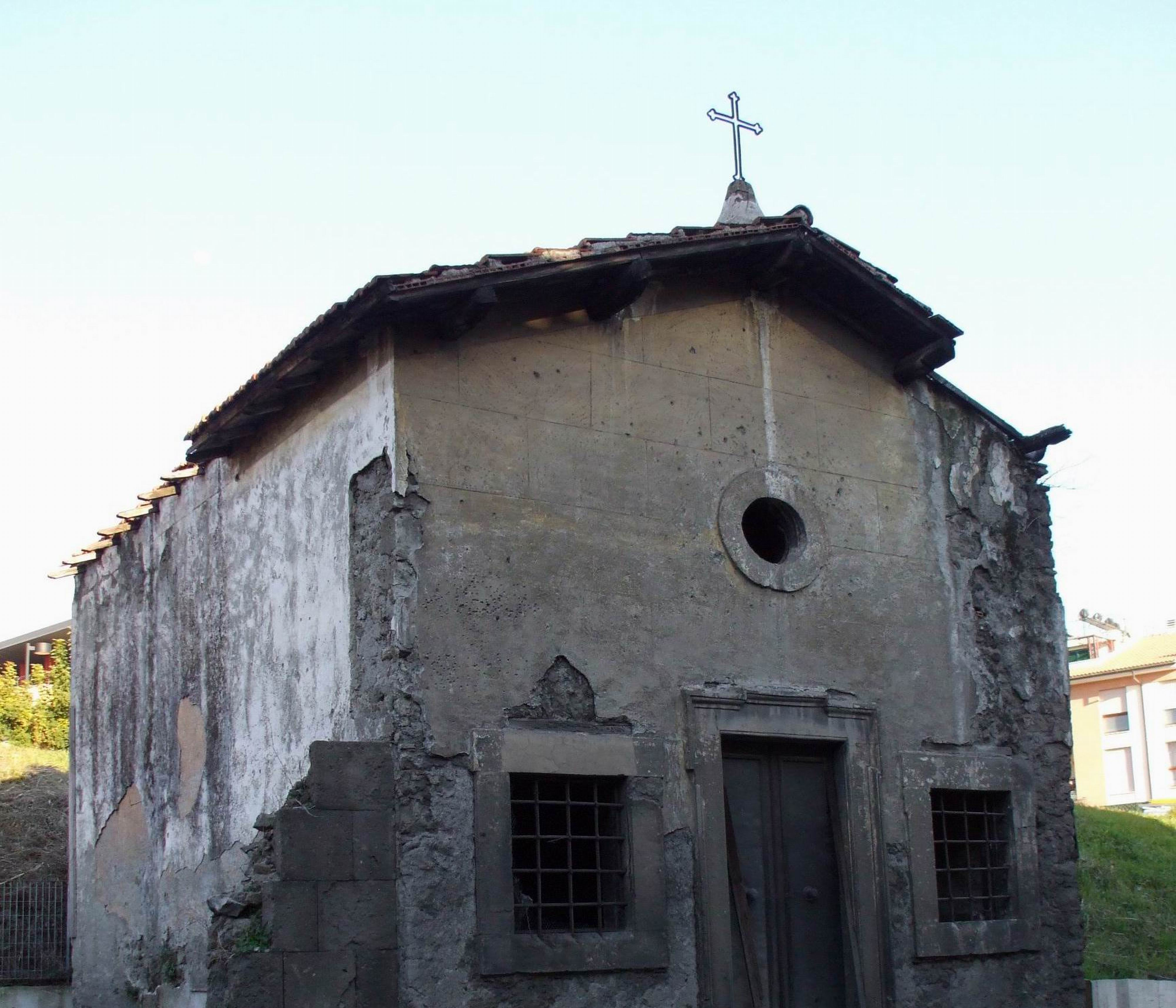
Cecchina di Albano: particolare della vecchia chiesetta dedicata a Sant'Antonio di Padova del XVII secolo.

Durante la seconda guerra mondiale, dopo lo sbarco degli Alleati nel gennaio 1944 ad Anzio, Cecchina si trovò quasi sulla prima linea dei combattimenti. Immediatamente dopo la liberazione, avvenuta per i Castelli tra il 2 ed il 3 giugno 1944, venne emanato il decreto Gullo, a cui seguì una re-distribuzione delle terre appartenenti ai grandi latifondi, che interessava sempre la parte occidentale dei Colli Albani, Cecchina inclusa.
Tra gli anni cinquanta e sessanta ci fu un maggior incremento demografico ed un più sostenuto sviluppo urbanistico, mediante la creazione del rialzo della sede stradale della via Nettunense per oltrepassare la ferrovia Roma-Velletri, la costruzione della Parrocchia di San Filippo Neri, dell'asilo, delle scuole elementare e media. Seguiranno l'apertura dello stabilimento della Contir a Cecchina vecchia, della Aros Sud in località Poggio Ameno, della Metalchimica in via Lazio, della Mcquay ai Piani di S. Maria e di molteplici attività concernenti i più svariati settori della vita pubblica, processo che continua innarrestabile anche nel periodo attuale. Oggi Cecchina, nonostante il notevole sviluppo industriale e commerciale degli ultimi decenni, è un paese ancorato alle proprie radici e tradizioni, pur se con lo sguardo proiettato al futuro.

## Monumenti e luoghi d'interesse

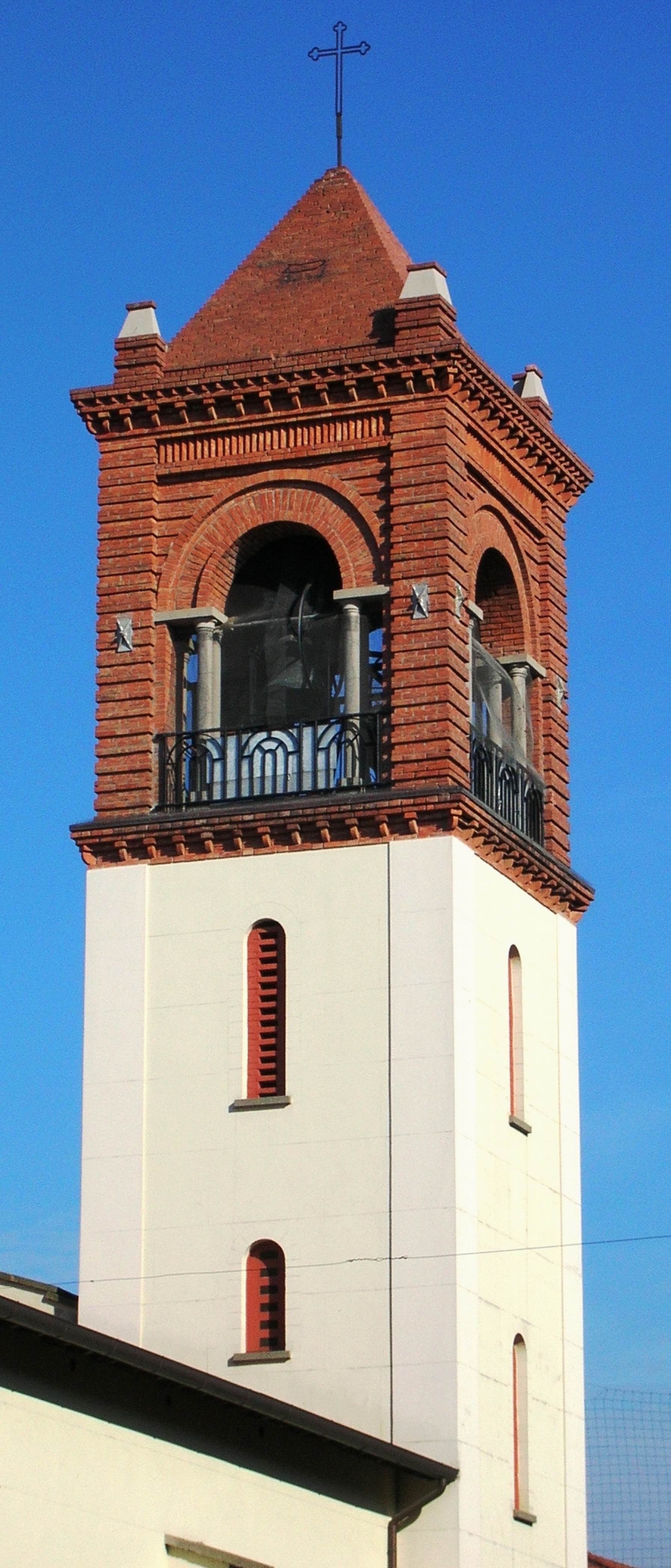
Cecchina di Albano, il campanile della Parrocchia San Filippo Neri.

### Chiese e conventi
- Chiesa Parrocchiale di San Filippo Neri

La Parrocchia di Cecchina di Albano Laziale, intitolata al Patrono San Filippo Neri, risale all'anno 1941 del secolo scorso. L'unione tra il Santo e la comunità di Cecchina si perde ad ogni modo nella storia: la Marchesa Ferrajoli, donando il terreno per la costruzione della chiesa parrocchiale, poneva la condizione che la nuova costruzione fosse dedicata alla memoria del defunto marito Filippo; così il Vescovo di Albano, il cardinale Granito Pignatelli di Belmonte, eresse la chiesa parrocchiale del paese dedicandola a San Filippo Neri.
Ancor oggi rappresenta un concreto luogo di aggregazione della comunità cecchinese, grazie alle tante iniziative pastorali ed alla presenza dell'oratorio giovanile.
- Chiesetta di Sant'Antonio di Padova (in disuso)

### Palazzi, casali e ville
Antiche ed importanti sono le tenute ed i casali ubicati nel territorio, tra cui:
- Casale di Tor Paluzzi (oggi Milita o Casalotto): il fabbricato è il più antico dei casali di Cecchina ed è sito nel territorio di Albano Laziale. Sorge sui resti di una villa romana pertinente ad un "tribunum militum". La sua ubicazione è adiacente l'emissario del lago di Nemi; già nel 1007 sorse qui un "aquimolum" (mulino ad acqua) per opera di un certo Berarddo de Gumpizo, a cui si deve anche la costruzione dell'adiacente acquedotto medievale. Nel Seicento il casale venne adibito a frantoio ad opera della famiglia dei Paluzzi Albertoni. Fra i possessori del casale e della tenuta vanno citati gli Altieri. Oggi il casale è noto come Vecchio Montano ed è adibito alla ristorazione.[9]

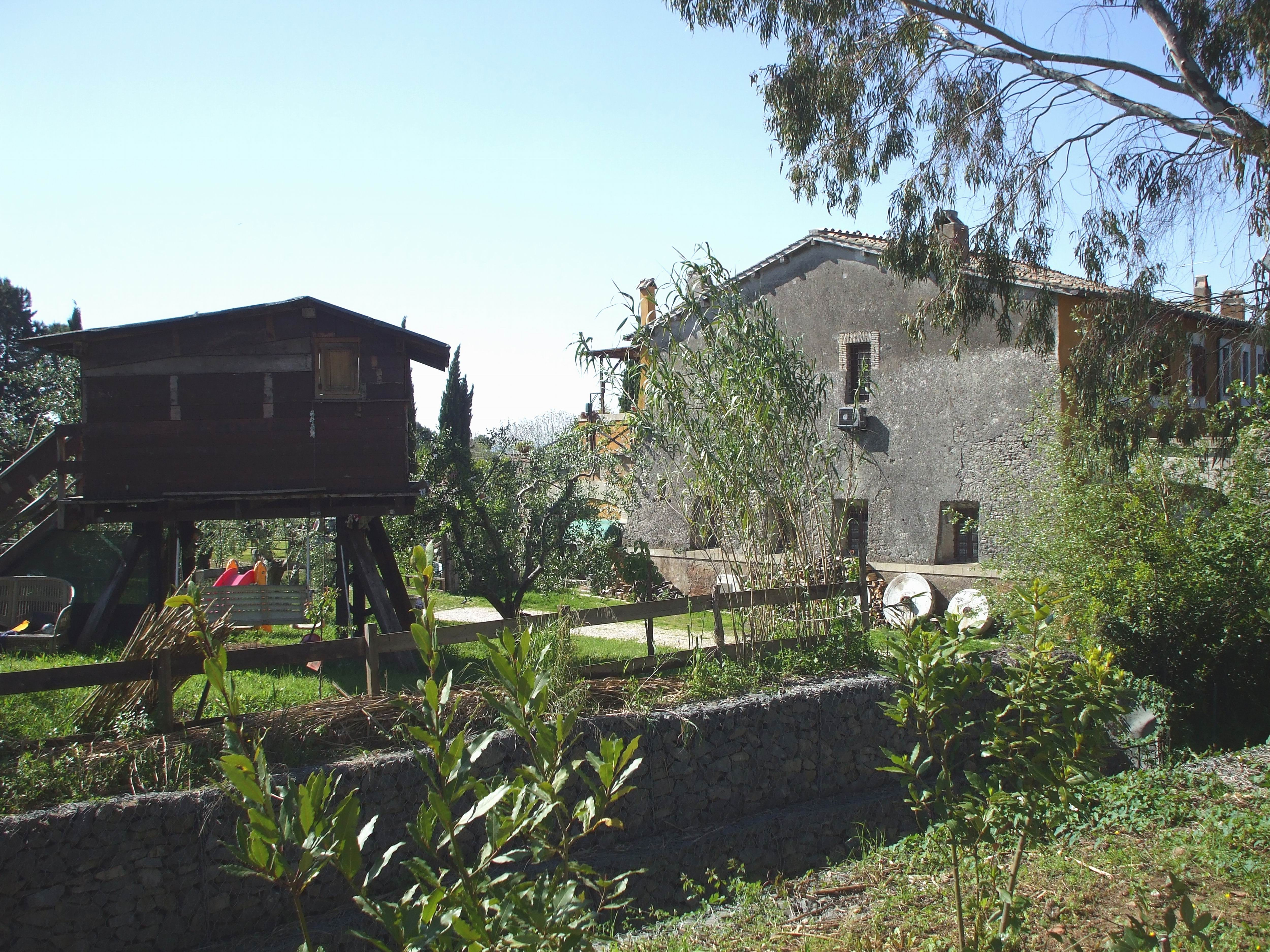
Cecchina di Albano: il Casale di Tor Paluzzi (oggi Milita o Casalotto) con le antiche mole e l'adiacente fosso dell'emissario del lago di Nemi.

- Tenuta Tor Paluzzi: questa tenuta apparteneva ai monaci di San Paolo di Albano Laziale. Nel 1676 papa Clemente X, che era un Altieri, la cedette al nobile Paluzzo (da cui il nome) facendolo adottare dai suoi familiari, onde evitare l'estinguersi della famiglia Altieri, che non aveva eredi maschi.[9]

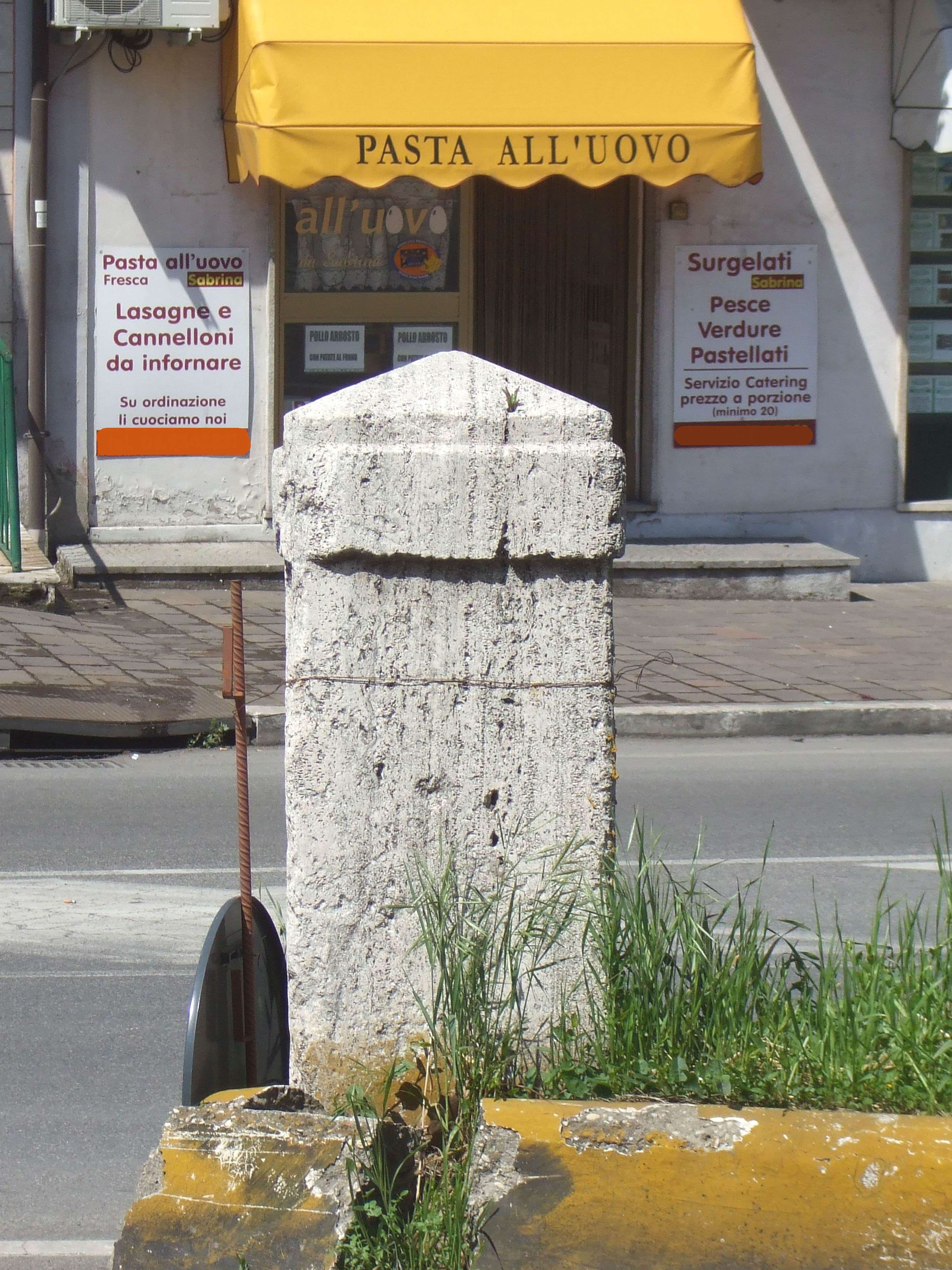
Cippo miliare in Cecchina di Albano, via Nettunense bivio per Genzano

- Tenuta e casale Villa Franca o Pascolaro de' preti (casale Fabi) e Polignano: la tenuta di R.R. (Rubbio Romano) 61[32] adibita a vigne, apparteneva ai Savelli; in seguito passò parte al Capitolo di Albano e parte al Capitolo di Ariccia; vi è una villa a tre piani dall'architettura interessante, con scala ellissoidale ed il portale in pietra di peperino tipico della zona. Vi si trova lo stemma di Alessandro Farnese, papa Onorio III. La sua ubicazione è sia in territorio albanense sia in territorio ariccino. Quarto Polignano, tenuta confinante a Villa Franca, di R.R. 14, fu data in enfiteusi nel 1618.[9]
- Casale Angelini e tenuta Quarto Negroni: il casale sorge sull'antica proprietà del monastero di Sant'Alessio e San Bonifacio, sotto il diretto dominio del capitolo di Ariccia. Nel 1619 venne acquistato dal Monsignor Marcaurelio Moraldi da Cesena, il quale vi edificò una chiesetta ancora ben visibile e poco lontano costruì un casale con annessa torretta e con una scala a chiocciola completamente in masso di peperino tipico della zona, fatta con tale maestria da poter essere ammirata come opera d'arte. In seguito il tutto fu ceduto ai Negroni, per cui la località venne denominata Quarto Negroni. Nell'anno 1893 entrò infine in possesso dell'ingegner Angelini, la cui famiglia ne conserva tuttora la proprietà. Sul portale si può notare uno stemma raffigurante due gendarmi che sostengono tre lance incrociate. Oggi nel luogo sorge la grande zona industriale di Cancelliera - Quarto Negroni, appartenente ai comuni di Ariccia ed Albano Laziale.[9]
- Casale Fontana di Papa: il casale, fin da tempi remoti, era dotato di tre corpi di fabbricato: in uno risiedevano i gendarmi pontifici addetti alla scorta delle diligenze papali; nel secondo fabbricato si trovava una cappella dedicata a S. Antonio abate mentre nel terzo era ubicata l'osteria, il locale per l'alloggio dei viandanti ed un vasto fontanile per l'abbeveraggio (da cui il nome del casale). Il ponte del casale, fatto erigere da Papa Pio IX, andò distrutto ad opera dei nazisti durante l'ultimo conflitto mondiale. Vale la pena visitarlo, per rendersi conto di persona come sia stato suggestivo e caratteristico questo luogo. Il casale è posto nel territorio di Albano Laziale, mentre l'omonima località è in quello di Ariccia.[9]
- Casale Cecchina vecchia dei Conti Gentiloni: questo casale, costruito da Monsignor Sebastiano Cecchini, venne acquistato nel 1898 ad un'asta pubblica indetta dal tribunale di Albano Laziale dal marchese Ferraioli, che già possedeva le terre vicine. Attualmente proprietaria ne è la famiglia dei conti Gentiloni, che lo hanno ereditato dalla marchesa Ferraioli. È il casale che ha originato la nascita di Cecchina, sito nel territorio di Albano Laziale.[9]

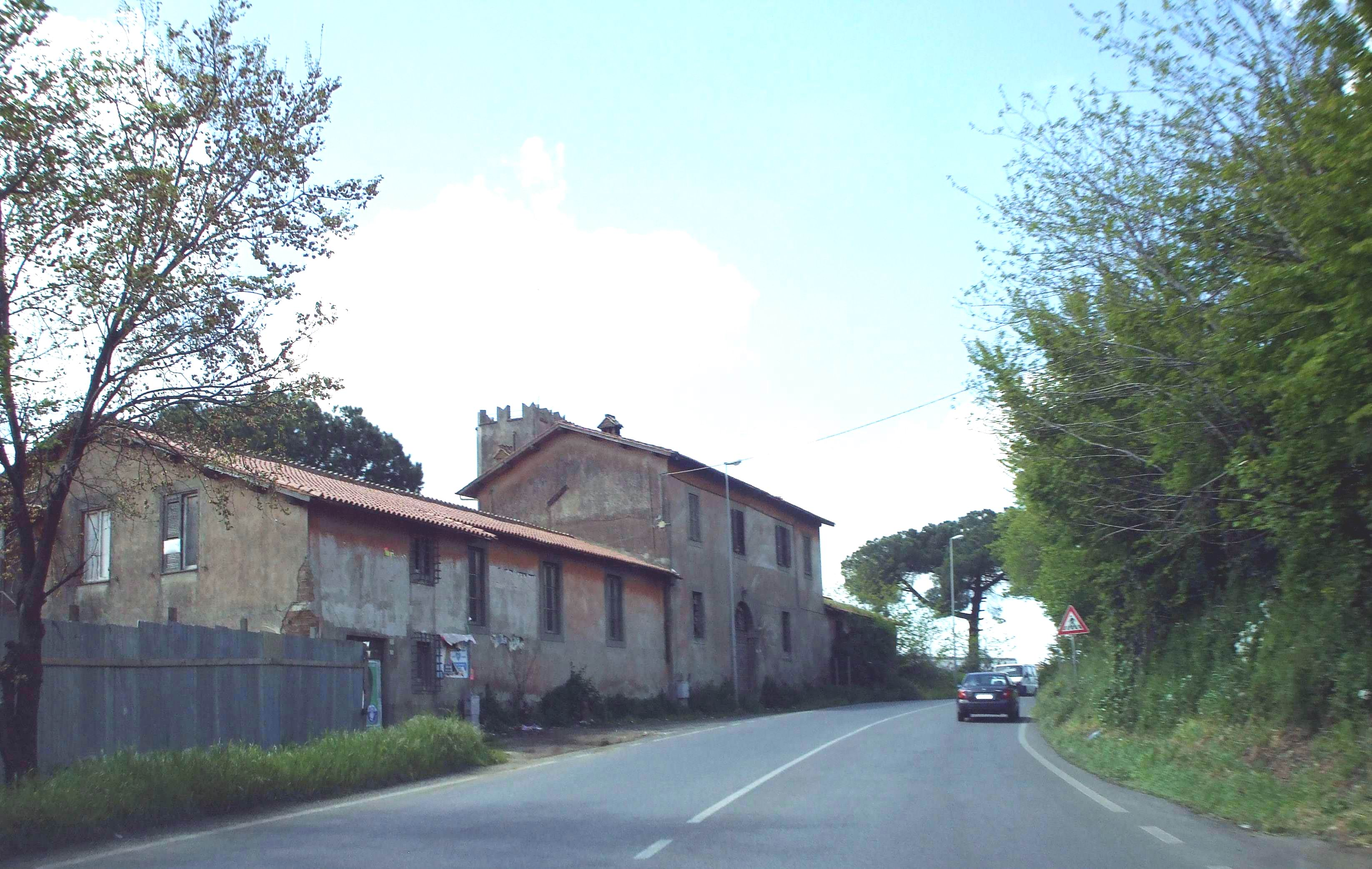
Cecchina di Ariccia, il casale Negroni (oggi Angelini).

- Tenuta Le Cese: con una superficie di R.R.42 adibita a vigne, appartenne ai monaci di Grottaferrata. Nel 1473 la proprietà passò ai Savelli e nel 1580 fu data in enfiteusi per piantarvi vigne. Si trova in territorio ariccino.[9]
- Tenuta e casale La Pagliarozza: nel 1661 era un piccolo casale con annesso un canile, adibito dai principi Chigi per la caccia ed in seguito arricchito con l'innesto di un aranceto ad opera dei baroni Capolei, divenuti nuovi proprietari dello stesso. Nel 1930 fu venduto al Commendatore Ricciuti, il quale lo trasformò, ingrandì ed abbellì come oggi si vede. Durante la seconda guerra mondiale, causa una bomba, venne alla luce una statuetta di circa 30 centimetri raffigurante un soldato etrusco, ed in seguito anche un bagno romano completo, di colore rosa, che a contatto con l'aria si disintegrò. Poco lontano, posto in un'anfora, fu rinvenuto uno scheletro di neonato con un occhio solo. Si ritiene sia stato ucciso dai familiari, come era antica usanza di Roma. Altri ritrovamenti nella tenuta furono le coperture di tombe di un cimitero cristiano ed un tubo con la scritta recante Aurelius Senecianus, quest'ultimo rinvenuto nelle vicinanze dell'emissario del Lago di Nemi. Questi ed alcuni altri ritrovamenti nella tenuta e nelle zone adiacenti, fanno ipotizzare all'antica città prima volsca e poi latina di Corioli. Il territorio si trova quasi interamente sotto la municipalità di Ariccia, tranne per una minima porzione facente parte del comune di Genzano di Roma.[9]

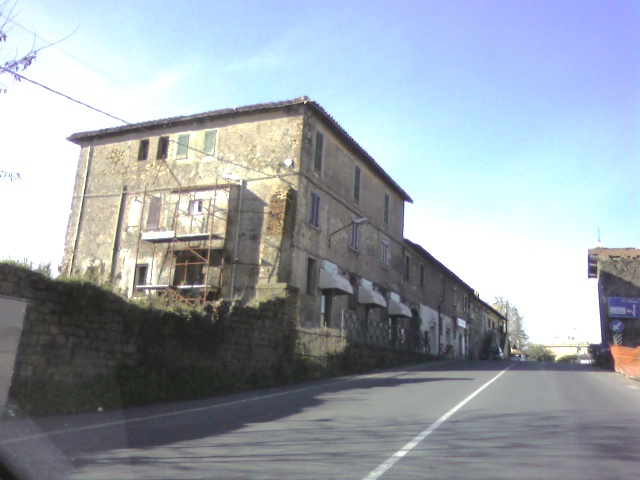
Il casale dei Cecchini (oggi Cecchina Vecchia).

- Tenuta Ginestreto: tenuta di R.R.62 adibita alla coltivazione della vite, appartenente ai religiosi dell'Ordine Ospedaliero di San Giovanni di Dio dal 1583. È posta sotto l'amministrazione di Ariccia.[9]
- Tenuta Piani S. Maria: così denominata perché appartenuta al capitolo della chiesa di Ariccia dedicata a S. Maria Assunta. Intorno al 1980 le terre, equivalenti a R.R.61, erano gravate ancora dal canone enfiteutico del Capitolo di Ariccia, nel cui territorio rientra.[9]
- Tenuta e torre Cancelliera: era originariamente una tenuta di dimensione abbastanza consistente, e precisamente di R.R.194, adibita in maggioranza a vigneti e grano; appartenne inizialmente ai Savelli e poi ai Chigi. La torre, detta  'a torraccia dalle genti del luogo, costruita in scaglie di selce e scaglie marmoree su un rudere romano, prende il nome dalla famiglia Cancelliera di Trastevere (Roma), così chiamata per aver ricoperto a lungo incarichi nella cancelleria Papale; aveva la funzione di avamposto per l'avvistamento di tutto il territorio soprattutto verso mare (distante appena 20 km), causa le frequenti incursioni che da esso si verificavano e permetteva il contatto con le altre vedette della Satricana e della Nettunense. Nel suo territorio, diviso tra i comuni di Albano Laziale e di Ariccia, vi è oggi ubicata una grande ed attiva zona industriale.[9]

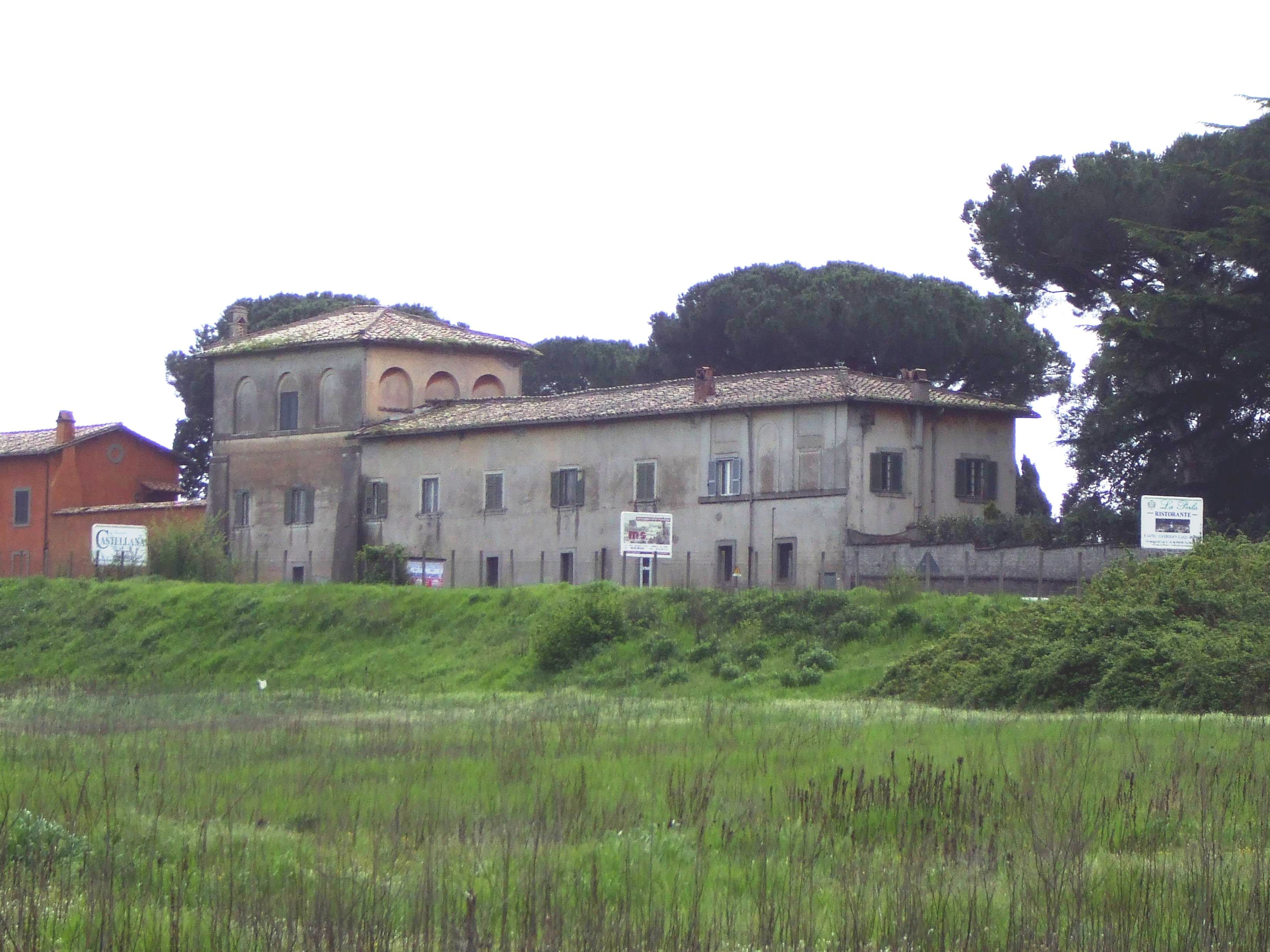
Cecchina di Ariccia, il casale La Pagliarozza.

- Tenuta Tor di sbarra (Montagnano): la torre, le cui mura superano lo spessore di 1 m, fu costruita all'inizio del medio evo come posto di vedetta a difesa delle innumerevoli incursioni provenienti dal mare. Anticamente sul posto esisteva un molino. Questo casale con relativa torre apparteneva ai monaci di Sant'Anastasio, in seguito passò agli Altieri, ai Boncompagni, agli Ansuini ed infine ai Farina. Nel 1934 la proprietà fu acquisita dai Colucci. Il territorio è diviso tra i comuni di Albano Laziale, Ariccia ed Ardea.[9]
- Tenuta Roncigliano: detta tenuta appartenne in un primo momento ai Savelli, mentre venne in seguito rilevata dai Chigi e successivamente dai Boncompagni. Nel 1981, sulla parte più alta della tenuta verso Cecchina, risultava gravare ancora il canone enfiteutico. Il comune di appartenenza è Albano Laziale.[9]

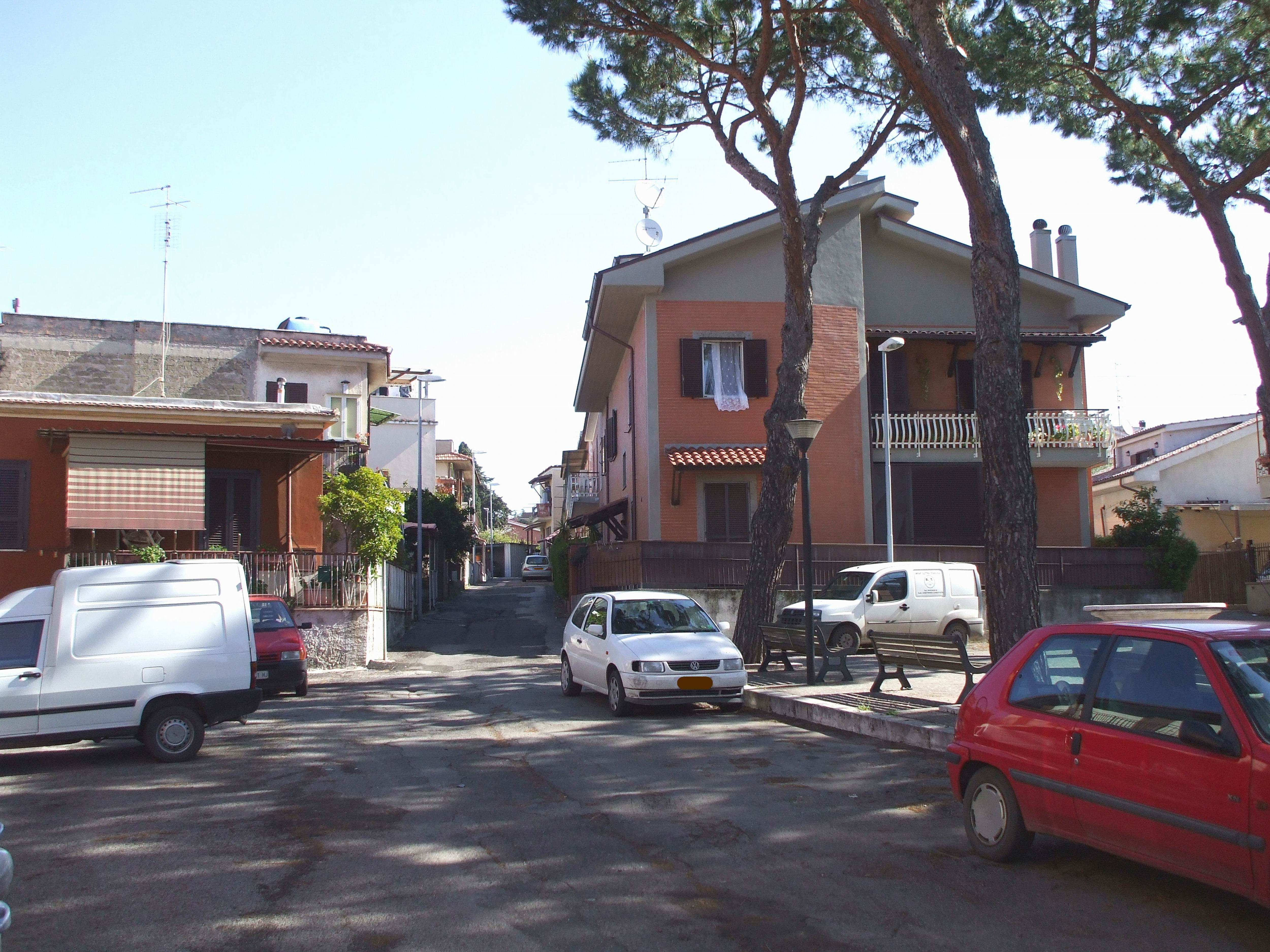
Cecchina di Albano, uno scorcio del quartiere di via Lazio, uno dei primi centri abitati sorti intorno alla stazione ferroviaria.

- Tenuta e casale Campoleone - tenuta Colli S. Paolo - tenuta Valle Oliva: appartenevano ai monaci di San Paolo di Albano Laziale, in seguito passarono ai Savelli, ai Colonna ed ai Chigi. Il casale Campoleone è ubicato in territorio di Aprilia, in provincia di Latina, nelle immediate vicinanze dei confini con dette amministrazioni e quelle di Ariccia ed Albano Laziale. La sua tenuta, sempre in territorio apriliano, discende perpendicolare alla via Nettunense in direzione della stazione di Campoleone e dell'omonima frazione, stretta tra la ferrovia Roma-Formia-Napoli e gli estremi territori comunali di Ariccia e Lanuvio, per congiungersi infine con l'altra tenuta chiamata Valle Oliva, anch'essa in territorio apriliano. La tenuta dei Colli San Paolo invece, rappresenta l'ultimo lembo a meridione delle terre d'Ariccia.[9]
- Villa comunale Del Vescovo: la palazzina in stile liberty di 900 m², è circondata da un bel parco verde con pini secolari; fu fatta costruire dall'imprenditore Luigi Gargiulo nel 1938 e successivamente acquistata dalla famiglia Del Vescovo.Oggi di proprietà del comune albanense, ospita i locali della biblioteca comunale di Cecchina e del parco giochi per ragazzi. È stata la prima sede della circoscrizione di Cecchina di Albano Laziale.[9]

## Società

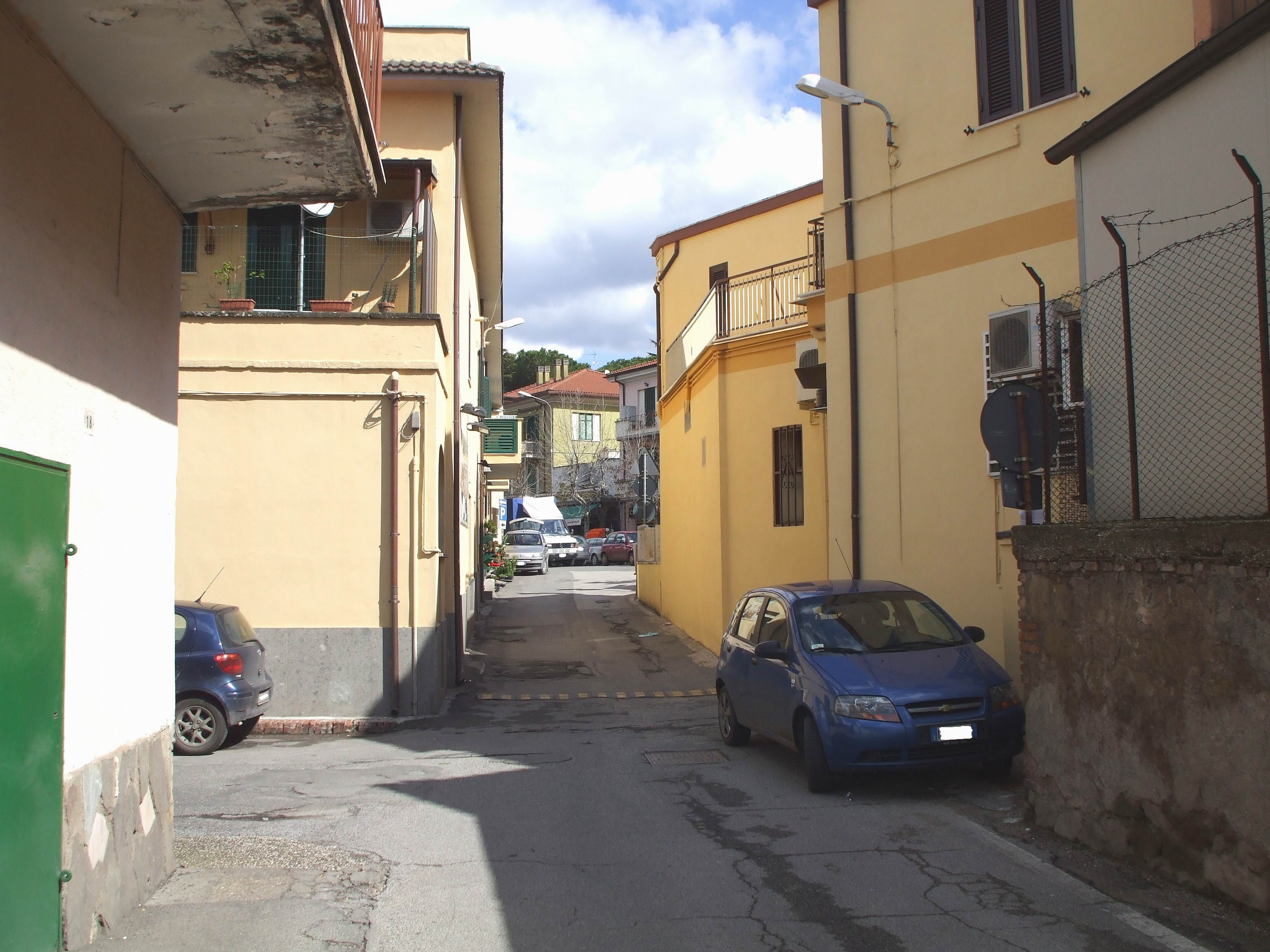
Vicoli del centro di Cecchina di Albano.

### Lingue e dialetti
La lingua ufficiale parlata nei comuni di Albano Laziale, Ariccia ed Ardea è la lingua italiana: infatti non sono presenti minoranze linguistiche di entità storica e numerica tali da giustificare il riconoscimento ufficiale delle stesse.
Ai locali dialetti dei Castelli Romani -in questa zona, il dialetto albanense ed il dialetto di Ariccia- parlati storicamente nella zona, dopo la seconda guerra mondiale -con l'attrazione di manodopera verso Roma e l'introduzione di Ardea ed Ariccia nell'area beneficiata dai fondi della Cassa del Mezzogiorno- si sono affiancati i dialetti delle zone di provenienza del gran numero di nuovi abitanti installatisi -spesso precariamente- nella zona, e provenienti soprattutto dalla Provincia di Frosinone. Oggi, la tendenza è alla generale espansione del dialetto romanesco un po' in tutta l'area metropolitana della Capitale e soprattutto nel quadrante meridionale della provincia di Roma.

## Cultura

### Biblioteche

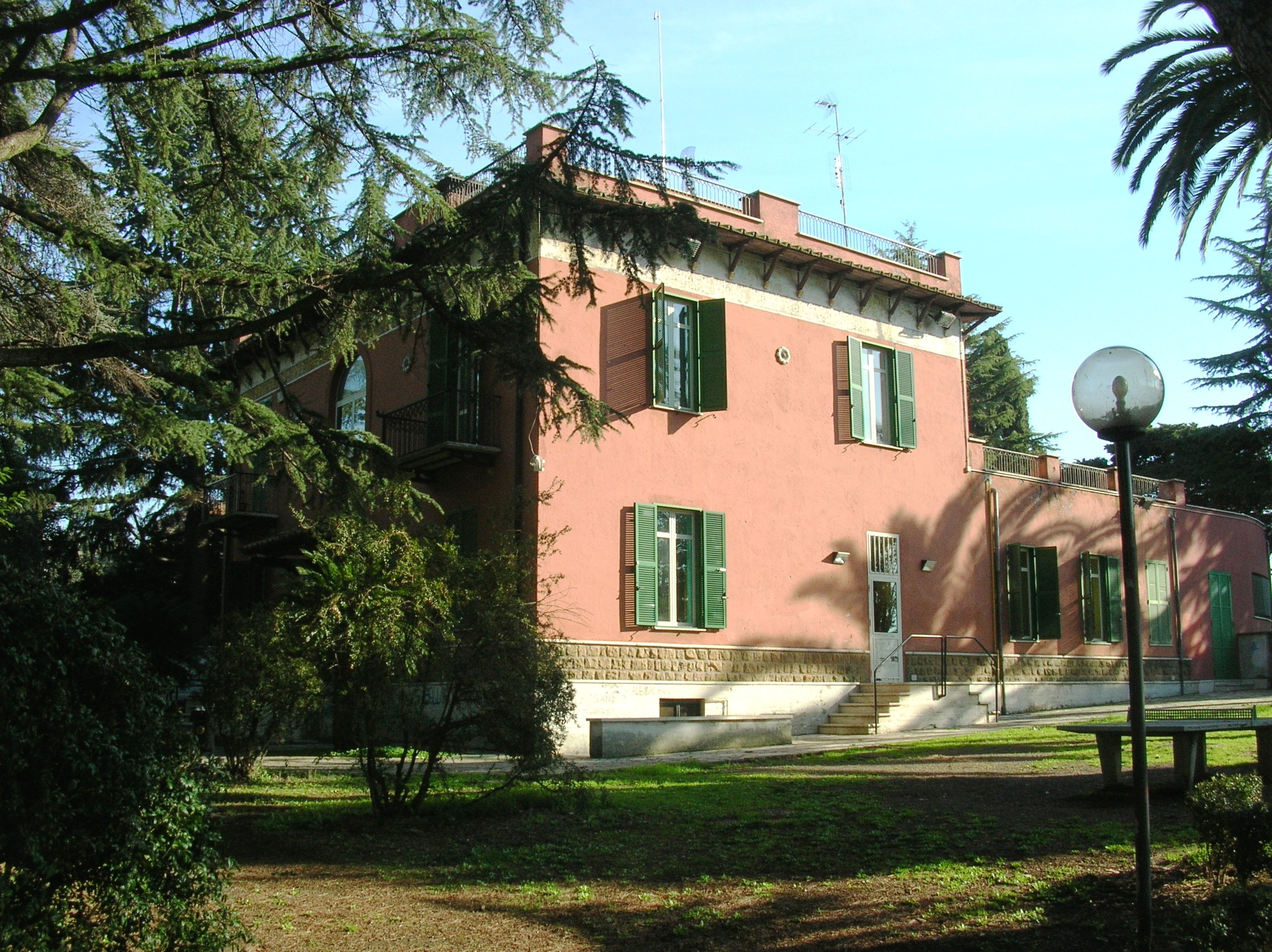
Cecchina di Albano: la villa comunale Del Vescovo sede della biblioteca comunale.

Cecchina di Albano è dotata di una biblioteca comunale, sita all'interno della Villa Comunale Del Vescovo. La biblioteca, inaugurata nel 1982, è composta di 8331 volumi e numerosi servizi per il cittadino, disposti sui 125 metri² del primo piano della palazzina. Fino all'anno 2006, nei locali adiacenti vi era ubicata la sede circoscrizionale, ora posta presso l'apposita struttura di recente costruzione in via Rocca di Papa, edificata a tale scopo dalla passata amministrazione locale per migliorare il servizio alla cittadinanza.

### Scuole
Nel territorio comunale albanense sono attive cinque scuole materne, una elementare, una media, un istituto di formazione ed avviamento al lavoro ed un istituto comprensivo.

### Cucina
Come in tutte le località dei Castelli romani, così anche in Cecchina si possono gustare i piatti tipici della cucina laziale castellana: la pasta cacio e pepe oppure con funghi porcini o prataioli; le carni locali bovine e suine con relativi insaccati (da citare il maialino arrostito e la rinomata porchetta di Ariccia); la selvaggina; i latticini e suoi derivati; i broccoli (famoso il "broccolo attufato" di Albano Laziale).

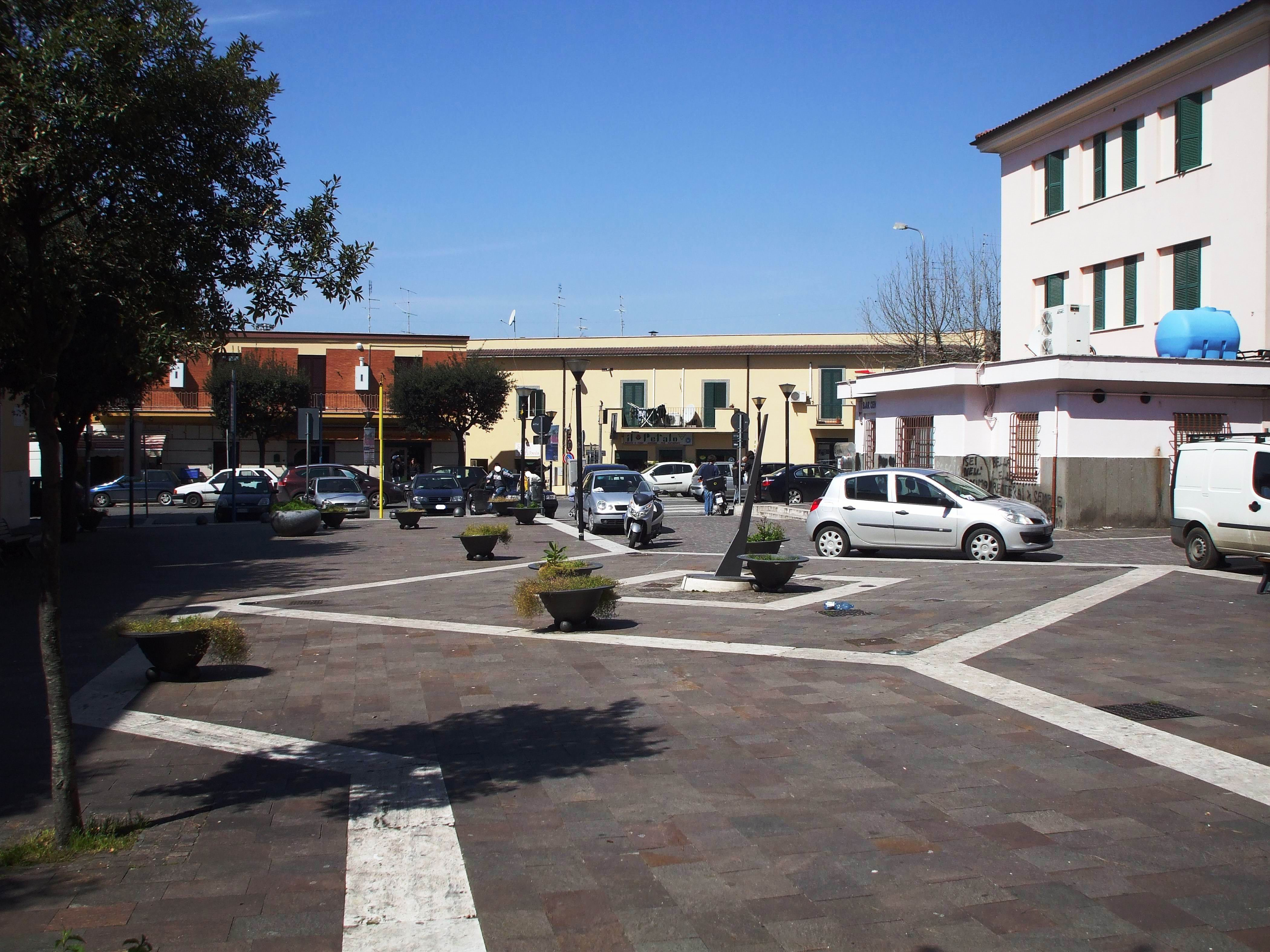
Cecchina di Albano, piazza XXV Aprile.

## Geografia antropica

### Urbanistica
In Cecchina, presso località Fontana di Papa nel comune di Ariccia, è presente il NOC "Nuovo Ospedale dei Castelli Romani", che ha raggruppato l'insieme degli ospedali che erano presenti sul territorio.

### Località
Il paesaggio è amenissimo; ad ogni passo si offrono al disegnatore soggetti stupendi. Il panorama è sterminato, qui si trova sempre qualcosa di nuovo e di seducente.
(W. Goethe - Viaggio in Italia)

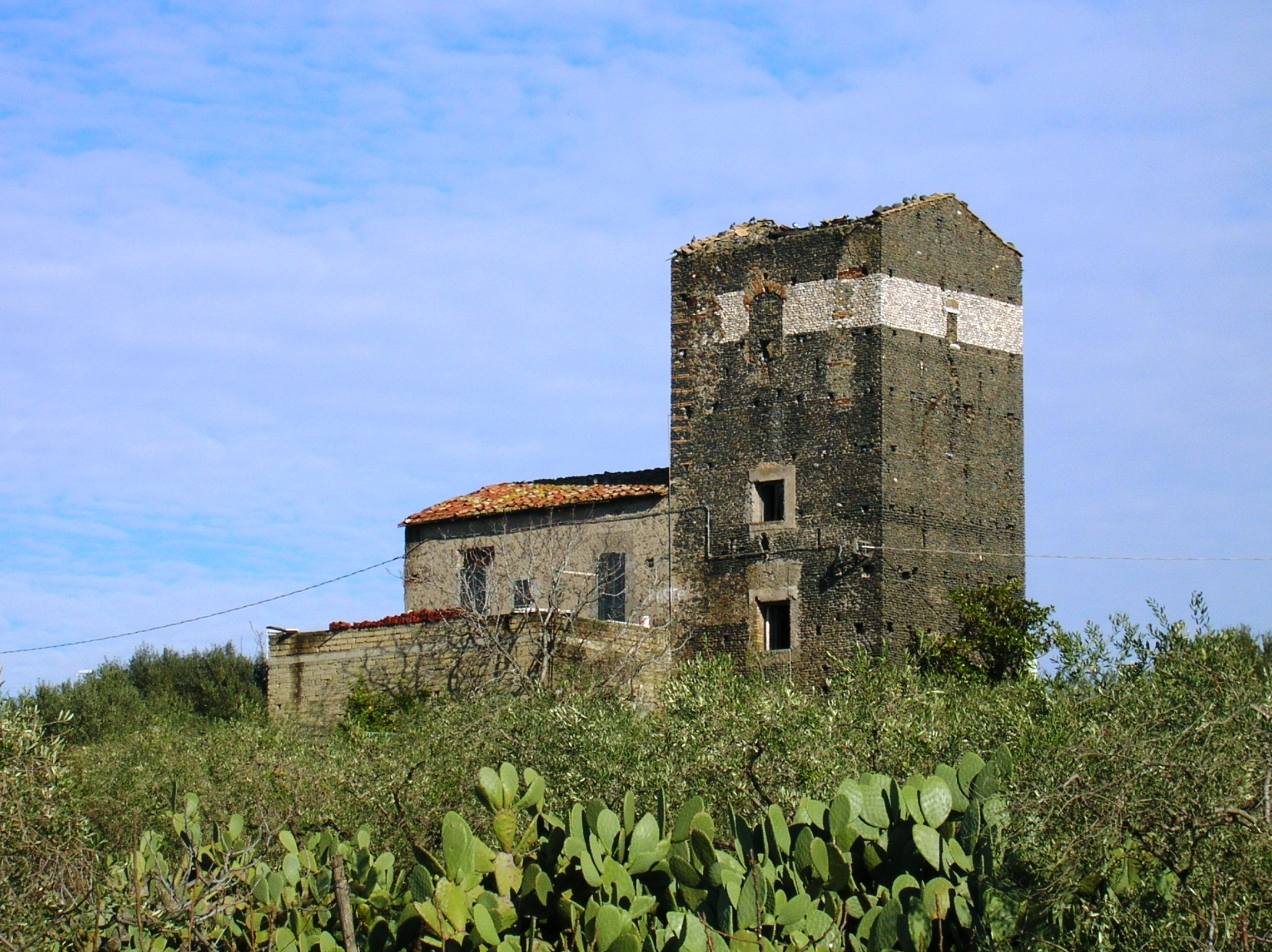
Suggestiva immagine della Torre Cancelliera, denominata 'a torraccia, sita nel territorio circoscrizionale di Cecchina di Albano tra uliveti e fichi d'India.

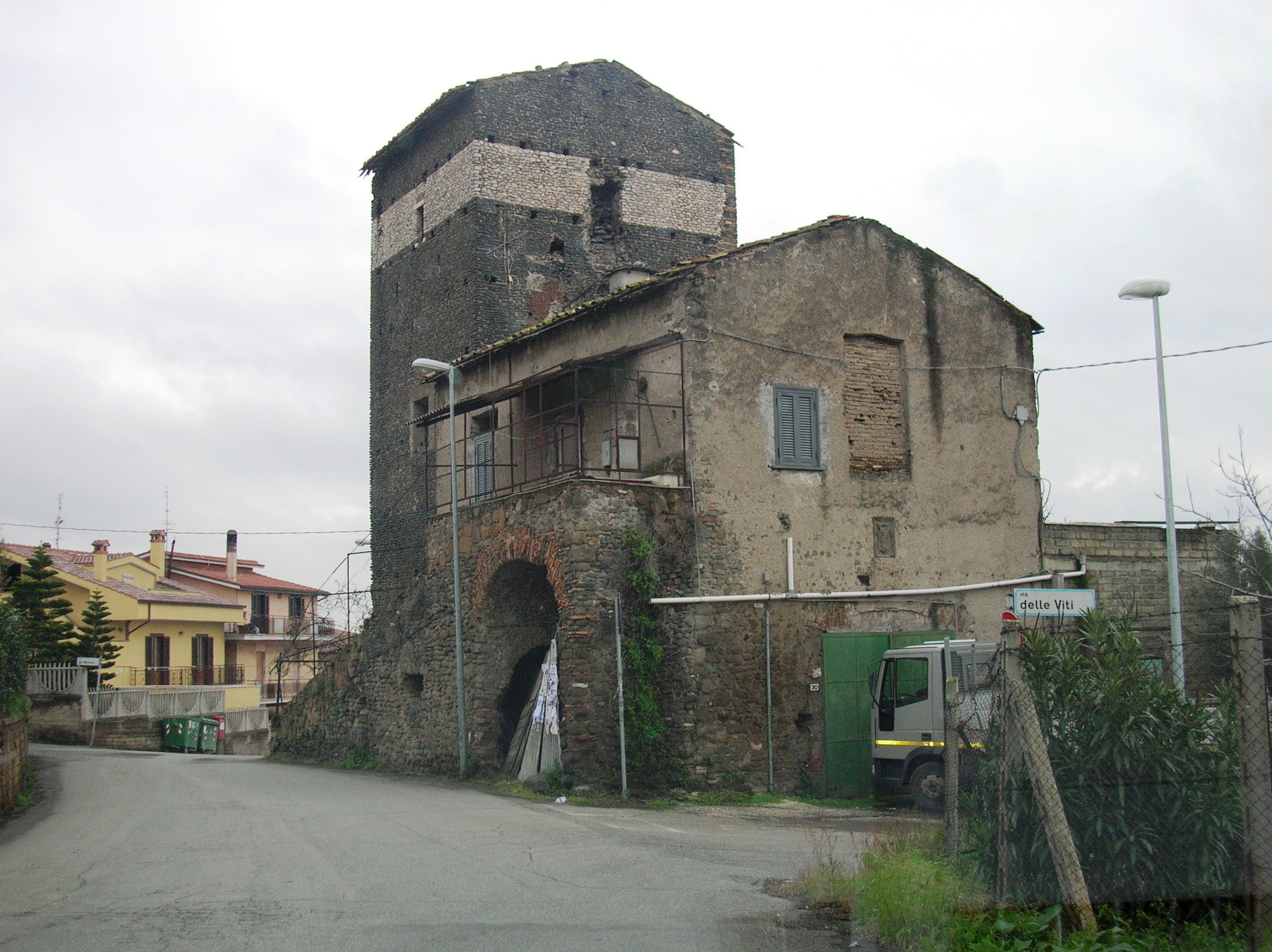
Altra veduta della Torre Cancelliera

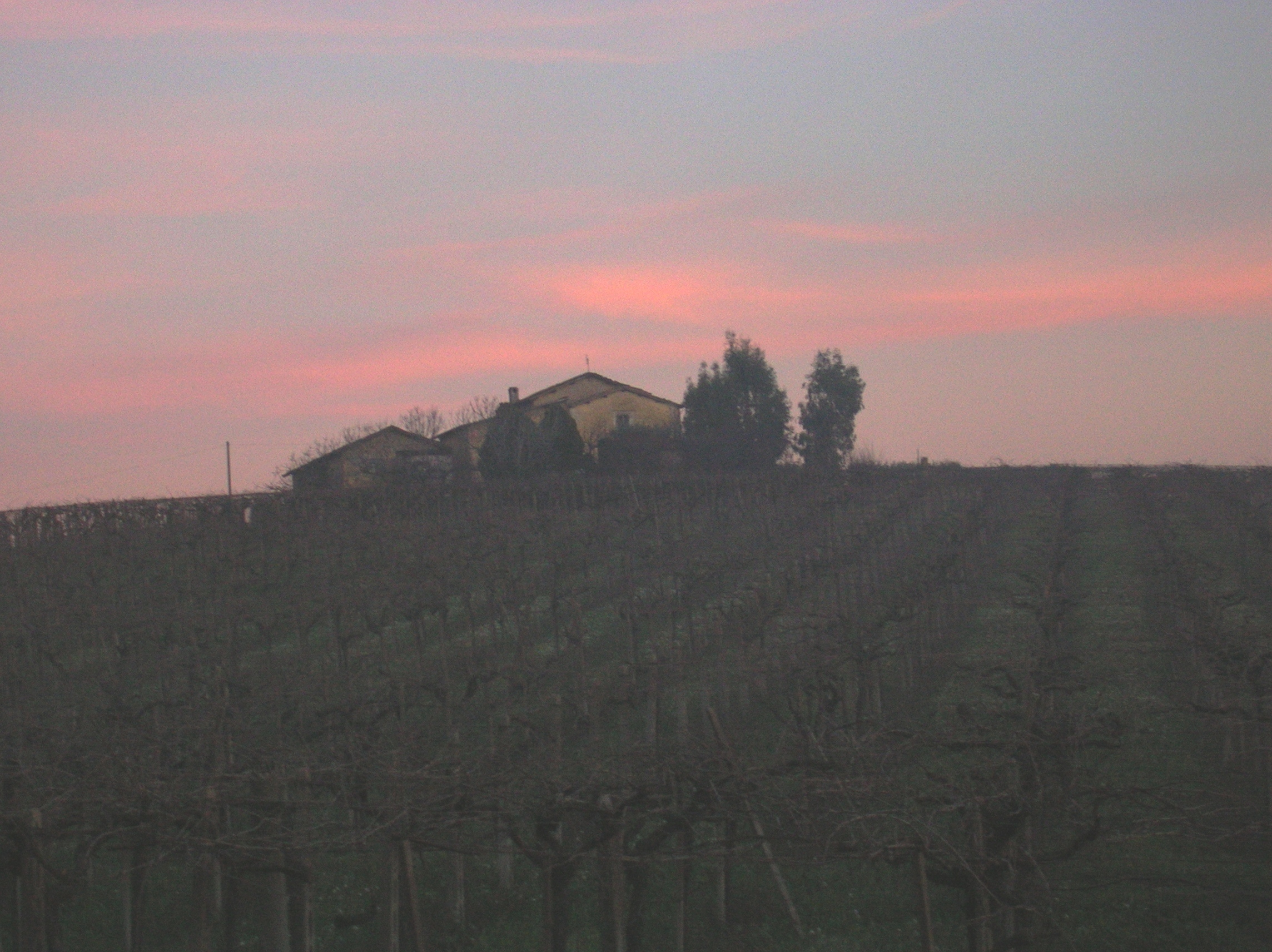
Tramonto sulla campagna cecchinese a Tor Paluzzi.

Cecchina è un paese con una marcata cultura e tradizioni proprie, nonostante sia diviso in tre diverse amministrazioni comunali, tra cui l'essere in primis circoscrizione e quindi parte integrante del comune di Albano Laziale. Il suo territorio  risulta essere omogeneo, compatto, senza soluzione di continuità. È composto dalle seguenti località:
- Albero di pepe (comune di Albano Laziale)
- Cancelliera (comune di Albano Laziale e di Ariccia)
- Cecchina vecchia (comune di Albano Laziale)
- Colle Nasone (comune di Albano Laziale). Questa località deriva il nome da una fontanella (chiamata localmente “nasone”), ancora oggi presente sul posto.
- Fontana di Papa e casale Fontana di Papa (comune di Ariccia ed Albano Laziale)
- Ginestreto (comune di Ariccia)
- Mantiglia d'Ardea (comune di Ardea)
- Massimetta (comune di Albano Laziale)
- Meloni (comune di Albano Laziale)
- Montagnano (comune di Albano Laziale e di Ardea)
- Montagnanello (comune di Ariccia)
- Pantanelle (comune di Albano Laziale)
- Parco Domiziano (comune di Albano Laziale)
- Perlatura (comune di Ariccia ed Albano Laziale)
- Piani di Santa Maria (comune di Ariccia)
- Pietrucci (comune di Albano Laziale)
- Poggio Ameno (comune di Albano Laziale)
- Quartiere via Lazio e stazione (comune di Albano Laziale)
- Quarto Paluzzo (comune di Albano Laziale)
- Roncigliano (comune di Albano Laziale)
- Rufelli (comune di Albano Laziale)
- Sardilli (comune di Albano Laziale)
- Taliani (comune di Albano Laziale)
- Tor Paluzzi (comune di Albano Laziale)
- Villa Franca (comune di Albano Laziale e di Ariccia)
- Villaggio Ardeatino (comune di Ardea)
- Villaggio Valle Gaia (comune di Ardea)

## Economia

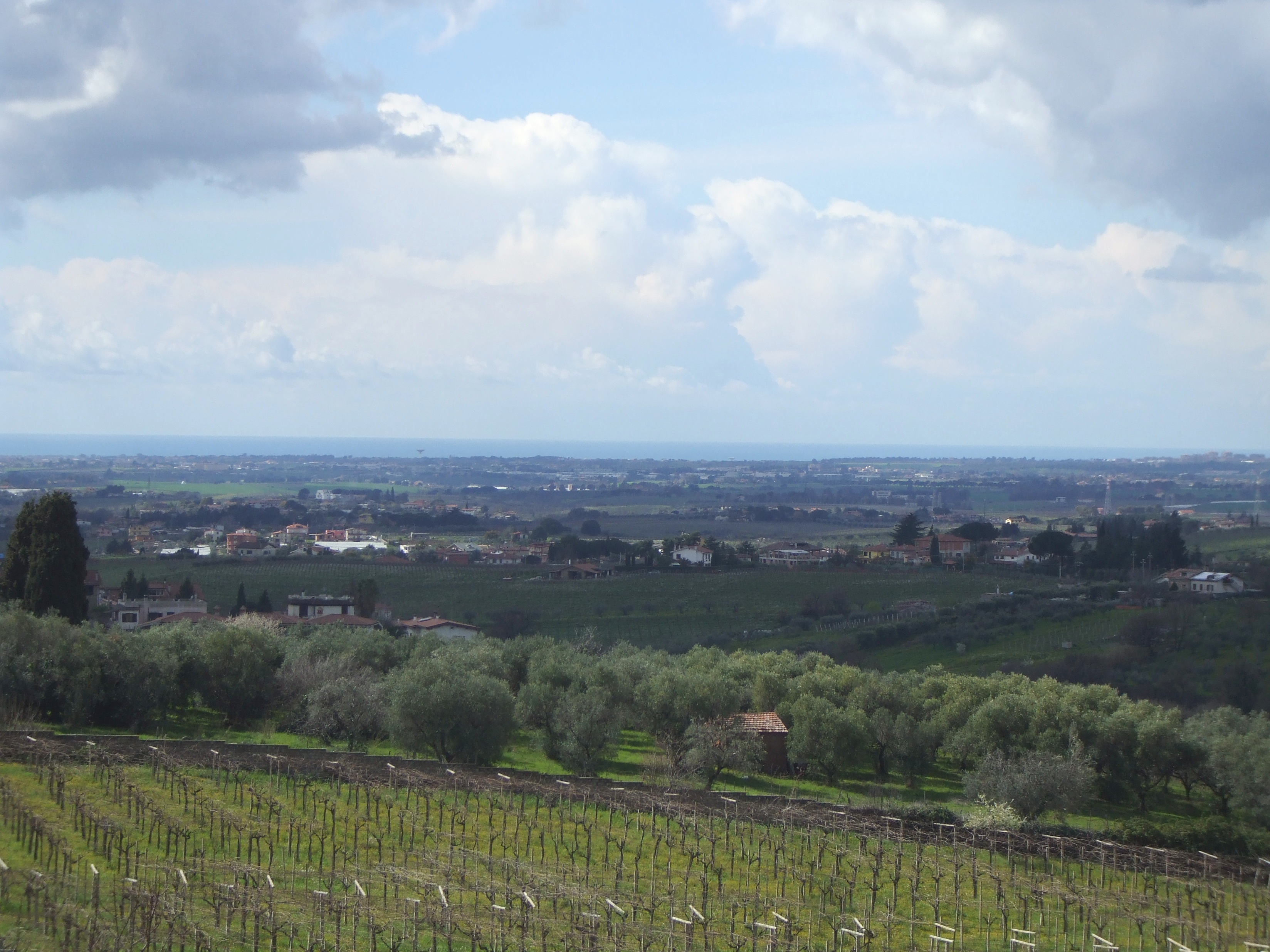
Porzione di campagna cecchinese (versante albanense) con vigneti ed uliveti; sullo sfondo il mar Tirreno (Marina di Ardea e Torvajanica).

### Agricoltura
Sviluppato è il settore della viticoltura per la produzione del vino Colli Albani DOC e del Colli Lanuvini DOC, come testimoniato dalla presenza sia in territorio albanense sia in quello ariccino di due importanti aziende vinicole, la Cantina Villafranca e la casa vinicola Fontana di Papa, e dell'agricoltura per la produzione dei prodotti tipici della zona quali olio, ortaggi, cereali.

### Artigianato e Industria
Molto attiva è l'industria alimentare,  metalmeccanica ed artigianale, soprattutto nelle grosse zone industriali di Quarto Negroni (Cecchina di Ariccia) e di Cancelliera, divisa tra i comuni di Albano Laziale e di Ariccia, con oltre 50 ditte operanti nei settori alimentare, metalmeccanico, artigianato, commercio e servizi.
Nella porzione di territorio sita nel comune di Ariccia vi sono due aree commerciali denominate centro commerciale "Panorama" e centro commerciale "6.5".
Il pendolarismo verso Roma (occorrono circa 40 minuti per raggiungere la stazione Termini) rappresenta un'altra realtà del mondo del lavoro di Cecchina.

### Servizi

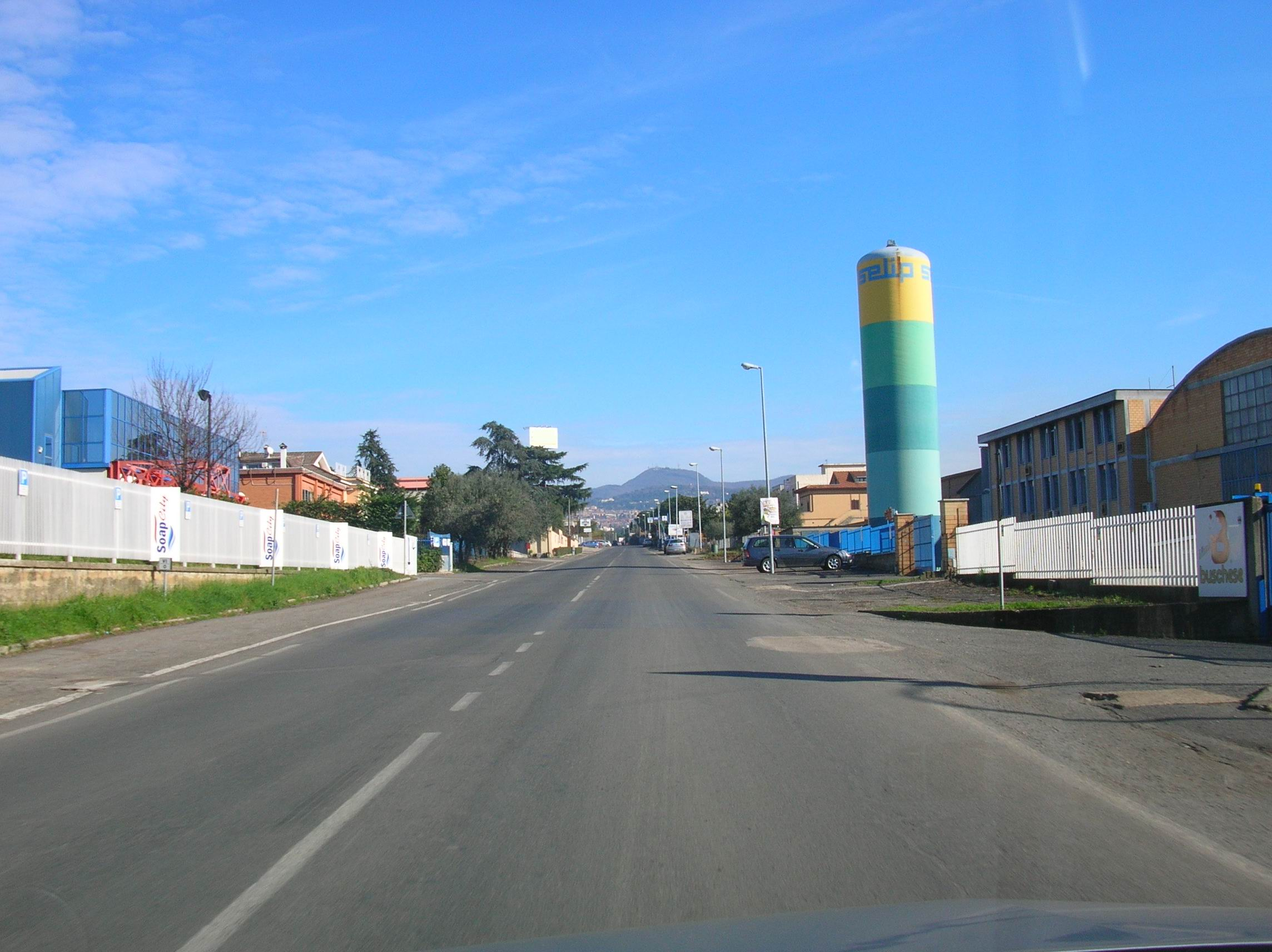
Cecchina di Ariccia, la zona industriale di Cancelliera.

In Cecchina, nella zona Roncigliano, è presente la discarica di Roncigliano-Albano Laziale, da anni oramai al centro di numerose polemiche, tuttora irrisolte, per quanto concerne i problemi legati allo smaltimento dei rifiuti urbani e di conseguenza all'ambiente. Questo complesso, nel quale da circa trent'anni convergono i rifiuti di alcuni paesi della provincia di Roma meridionale, e cioè: Albano Laziale, Ardea, Ariccia, Castel Gandolfo, Genzano di Roma, Lanuvio, Marino, Nemi e Rocca di Papa, è composto da sei fosse, di cui l'ultima in esaurimento.

## Infrastrutture e trasporti

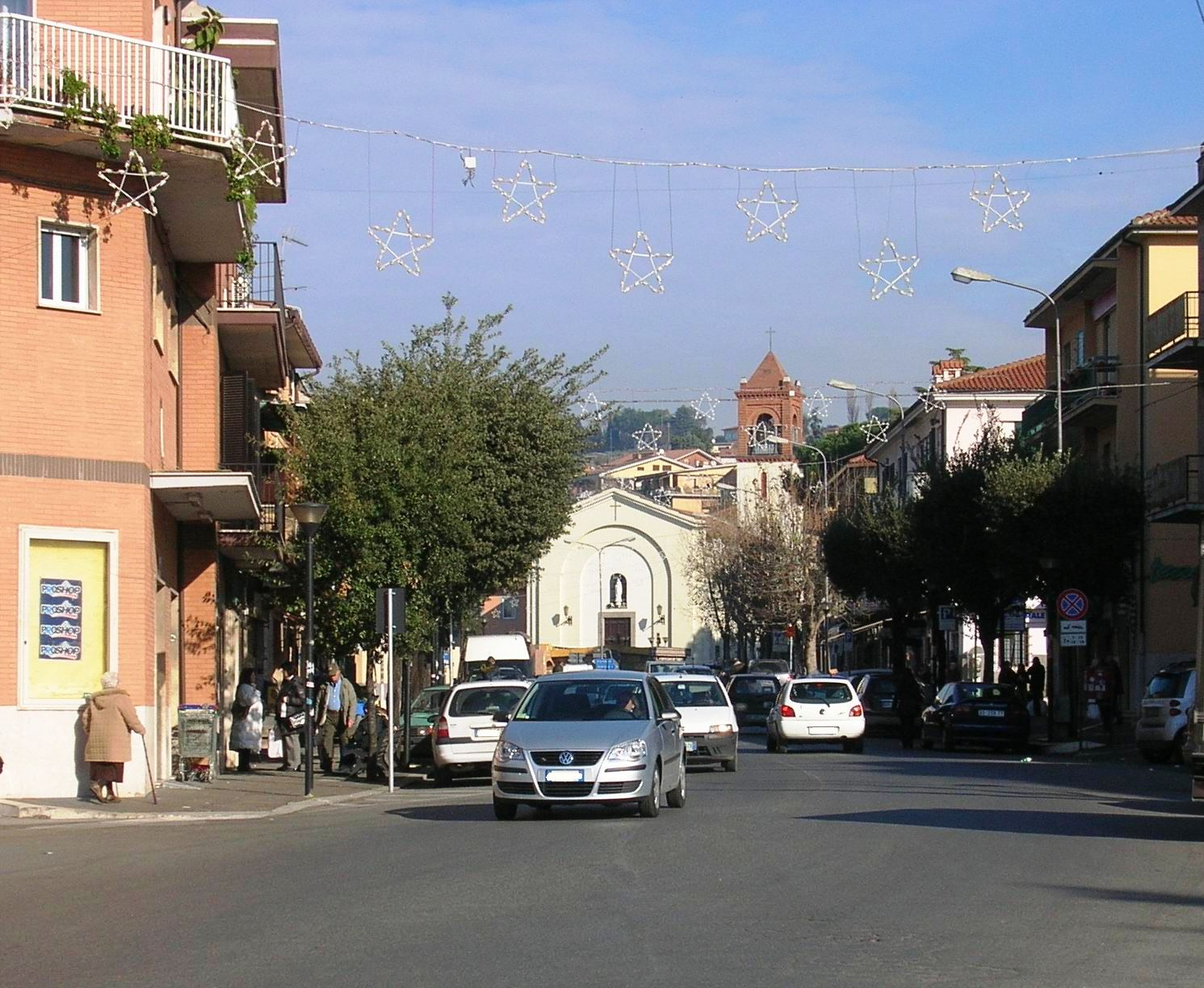
Cecchina di Albano: il centro e la via Nettunense, arteria principale del paese.

### Strade
Così un tempo si descriveva il percorso che da Roma conduceva ad Anzio e Nettuno:
«Per andare a Nettuno e visitare l'antico Anzio conviene partire da Roma, per la porta San Giovanni, e subito dopo l'osteria detta delle Frattochie prendere la strada a destra, la quale mena ad Anzio distante da Albano 24 miglia, 31 circa da Roma. Lungo la strada trovansi le tenute di Polaverte, Tor Falcone, la Castelluccia, Monte Romano, S. Maria in Fornarola, cui succede il Lago di Turno o di Giuturna che altri contrastano. Succedono poscia le tenute di Palazzo Margano, Tor Cancelliera, la Cecchina, Fontana Papa, l'osteria di Civita, Carrocceto dei Borghese, dove si è alla metà del cammino per chi vi andasse da Albano. Quivi è necessario prender seco una guida per non smarrirsi nell'immenso bosco di Nettuno che di qua si estende sino al mare, e che si disse anticamente Selva Anziate, e dopo 10 miglia circa di bosco si giunge all'antica città di Anzio».
Cecchina è attraversata dalla S. R. 207 Nettunense che dalla Strada statale 7 Via Appia all'altezza delle Frattocchie collega i Castelli romani, passando per Aprilia, ad Anzio e Nettuno. È collegata ad Albano dalla strada provinciale 93a Albano-Cecchina, dalla SP4a Albano-Cancelliera e dalla SP90b Perlatura; ad Ariccia dalla SP1e Vallericcia-Ginestreto; a Genzano di Roma dalla SP94a Genzano-Cecchina; ad Ardea dalla SP7a Campoleone; a Pomezia dalla SP93b Cancelliera-Valle Caia; a Santa Palomba e Roma dalla SP3e via Ardeatina. Inoltre nel territorio sono presenti altre strade provinciali: la SP3a Roncigliano, la SP94b Tor Paluzzi, la SP1a Montagnano, tutte e tre di collegamento tra Cecchina centro e la via Ardeatina in direzione ovest verso Montagnano d'Ardea. Per la località passano sia corse COTRAL sia corse intercomunali (Onorati).

### Ferrovie

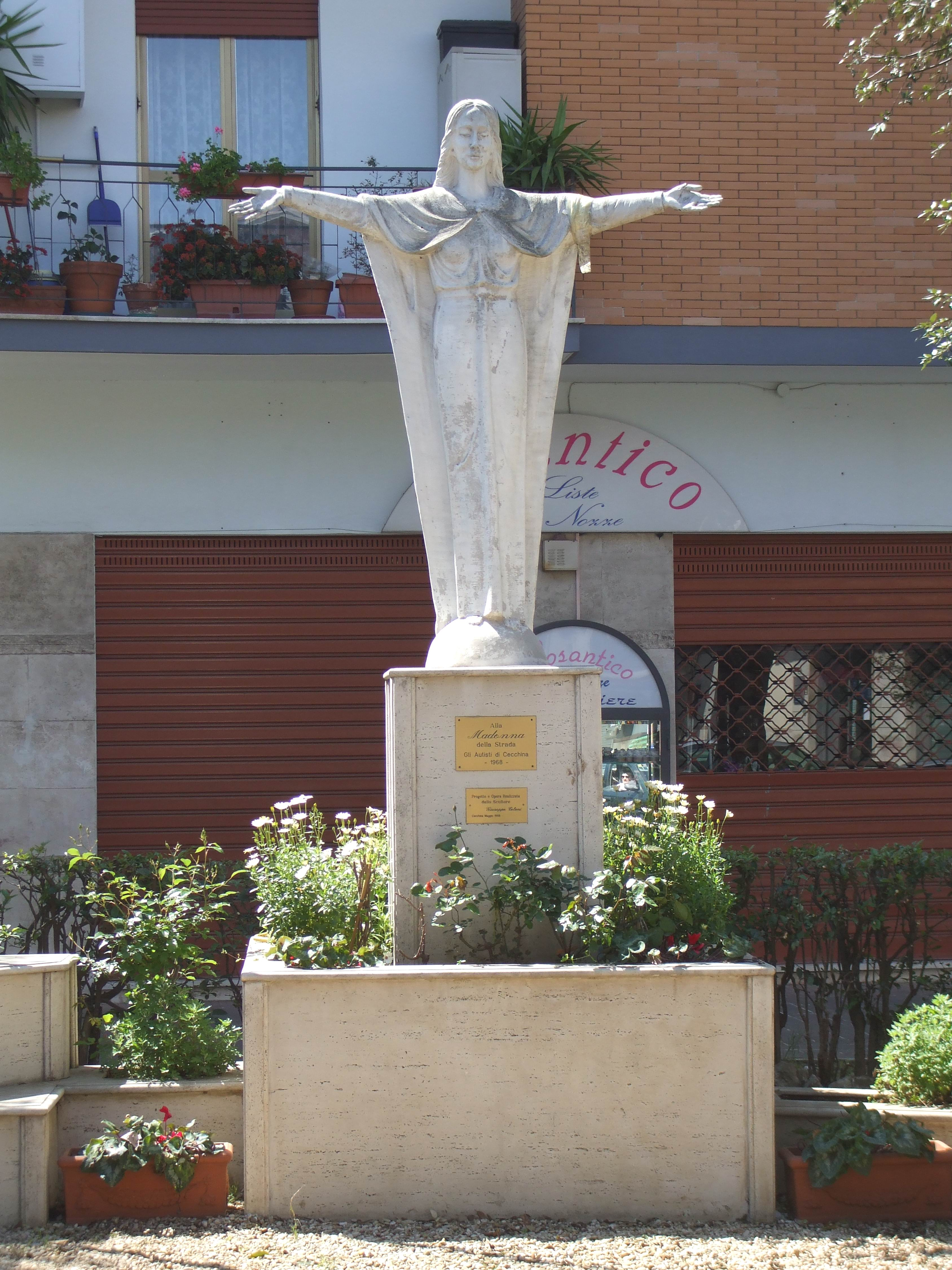
Cecchina di Albano: la Madonnina degli autisti cecchinesi.

Per Cecchina transita la linea ferroviaria Roma-Velletri, ed è presente nel centro del paese la nota stazione ferroviaria, la quale serve anche le città di Genzano di Roma ed Ariccia.

## Amministrazione

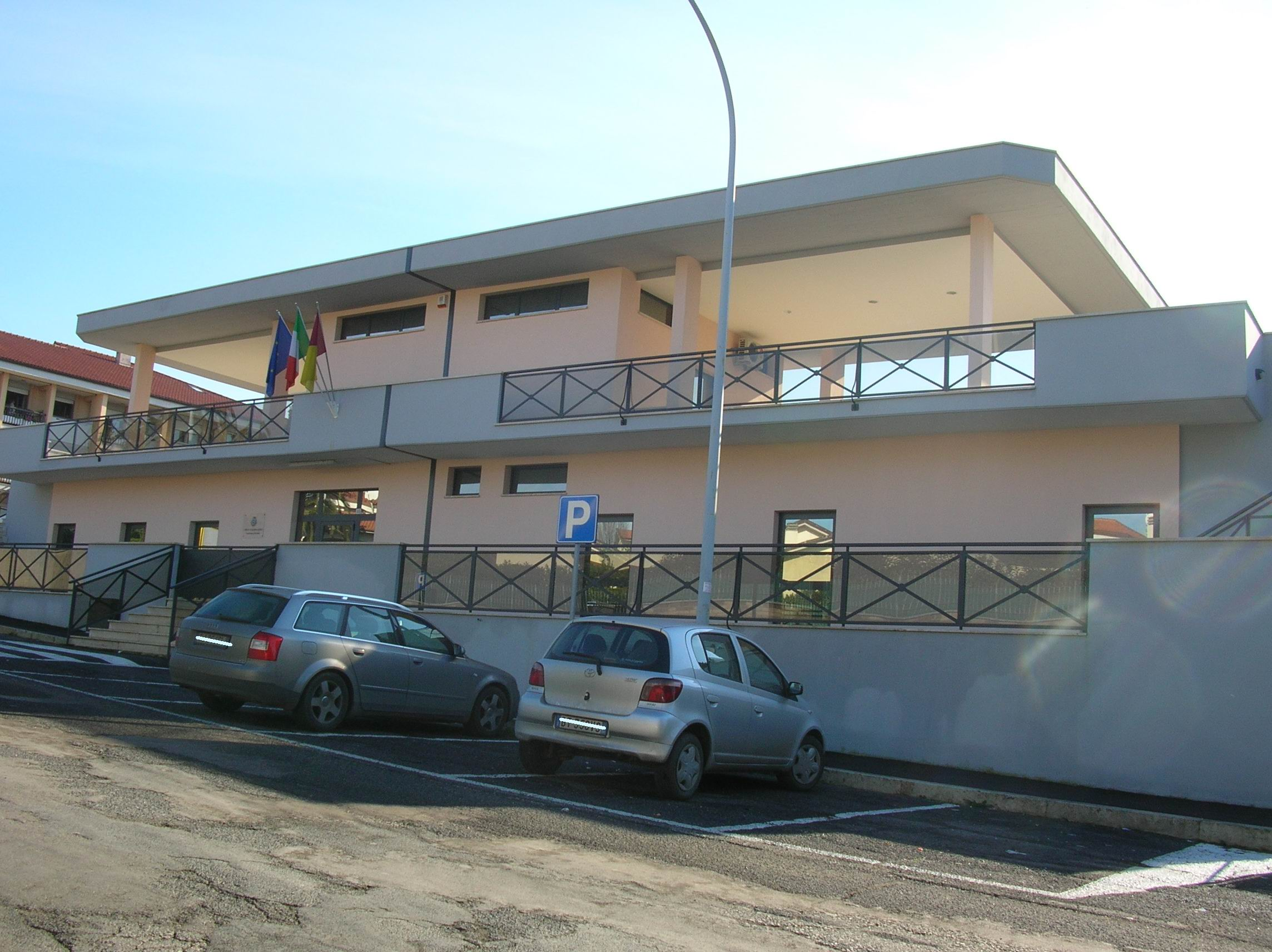
Cecchina di Albano, sede della seconda circoscrizione

Cecchina amministrativamente è divisa tra i comuni di:
- Albano Laziale, per la porzione maggiore di territorio (Cecchina di Albano Laziale)
- Ariccia (Cecchina di Ariccia)
- Ardea, per la restante minima parte (Cecchina Montagnano d'Ardea)

### Amministrazione di Albano Laziale
Cecchina è capoluogo della seconda circoscrizione del comune di Albano Laziale.

## Sport

### Atletica leggera
- Atletica Cecchina Al.Pa. ASD.[38]

### Calcio

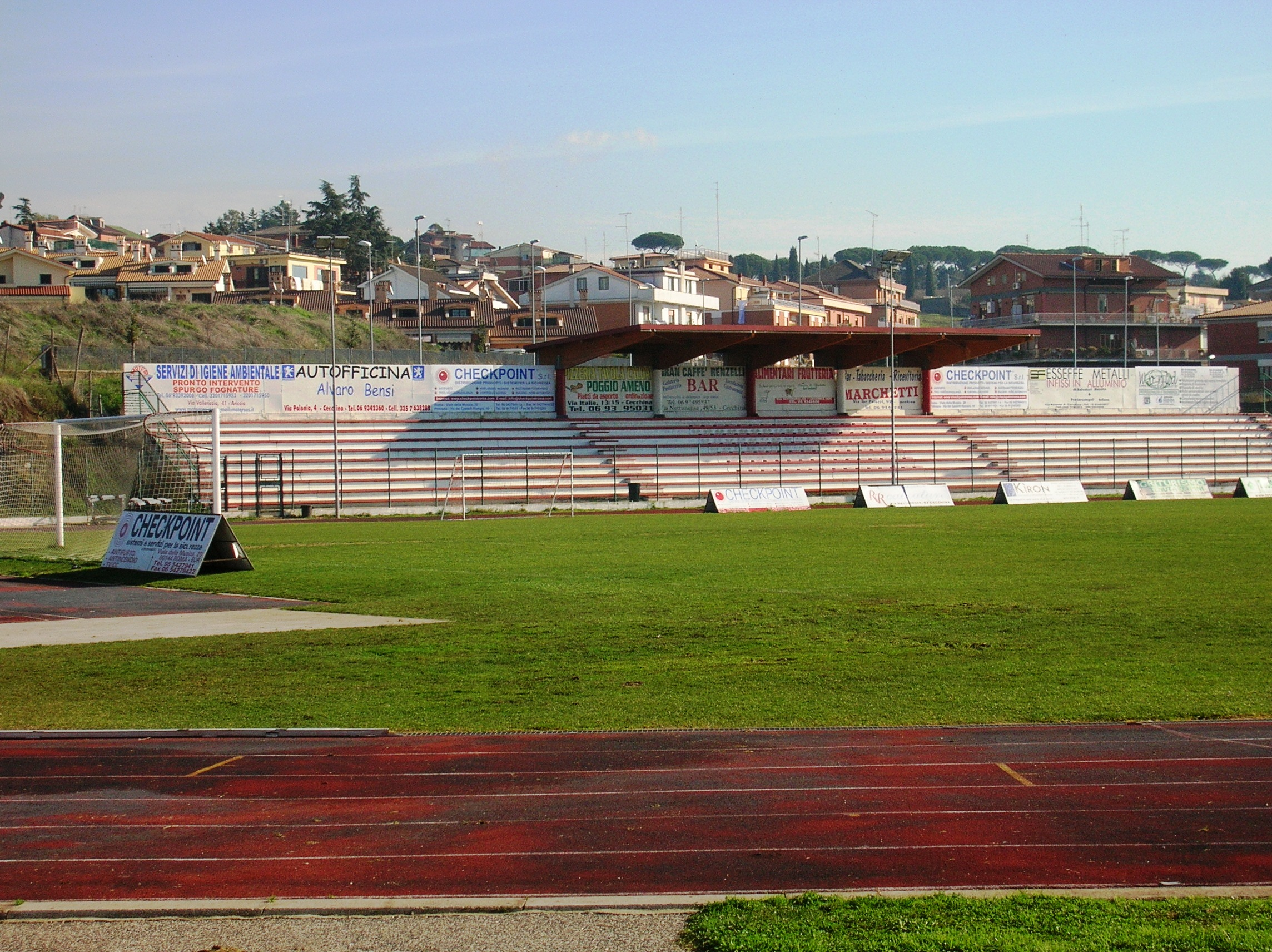
Cecchina di Albano: stadio comunale del Cecchina calcio in località Poggio Ameno.

La Polisportiva Cecchina AIPA Calcio è la squadra di calcio di Cecchina di Albano Laziale; i colori societari sono il bianco ed il rosso.
Il Cecchina Calcio nasce nel 1976 quando Vincenzo Tomei ed alcuni soci istituiscono una piccola società di calcio. Iniziano ad arrivare i primi successi e i primi passaggi di categoria. La società si ingrandisce ed istituisce un'ottima scuola calcio che in breve tempo si impone sul territorio regionale, arrivando a scalare ben presto le classifiche di varie categorie dilettantistiche. Il resto è storia recente: nel 1996 conquista il primo posto e viene promossa in "Promozione" dove disputa 6 campionati in continuo crescendo fino a raggiungere nel 2001 il secondo posto che le consente un meritato ripescaggio per la promozione in Eccellenza. Seguono due anni tra i primi della classe, per arrivare allo splendido secondo posto della stagione 2003-2004, anno in cui il Cecchina perde con la Spes Mentana lo spareggio che le consentirebbe la promozione alla Serie D.L'andata 2004-2005 sarebbe da dimenticare per il quartultimo posto, ma la squadra conquista la Coppa Italia regionale ai danni del Cynthia di Genzano di Roma, in seguito ad un'avvincente finale allo stadio Flaminio di Roma. Da ricordare anche le vicende del Cecchina rugby che disputò la Serie C1 nel decennio tra il 1982 ed il 1992, per approdare in Serie B nella stagione 1992-93.

### Pallavolo
La Polisportiva Libertas Cecchina, nata nel 1975, è la squadra di pallavolo di Cecchina di Albano Laziale. I colori societari sono il bianco ed il blu.

### Scherma
- Scuola di scherma di Cecchina (Albano Laziale)

È in fase di progettazione la costituzione della Società sportiva Cecchina scherma.

## Galleria d'immagini

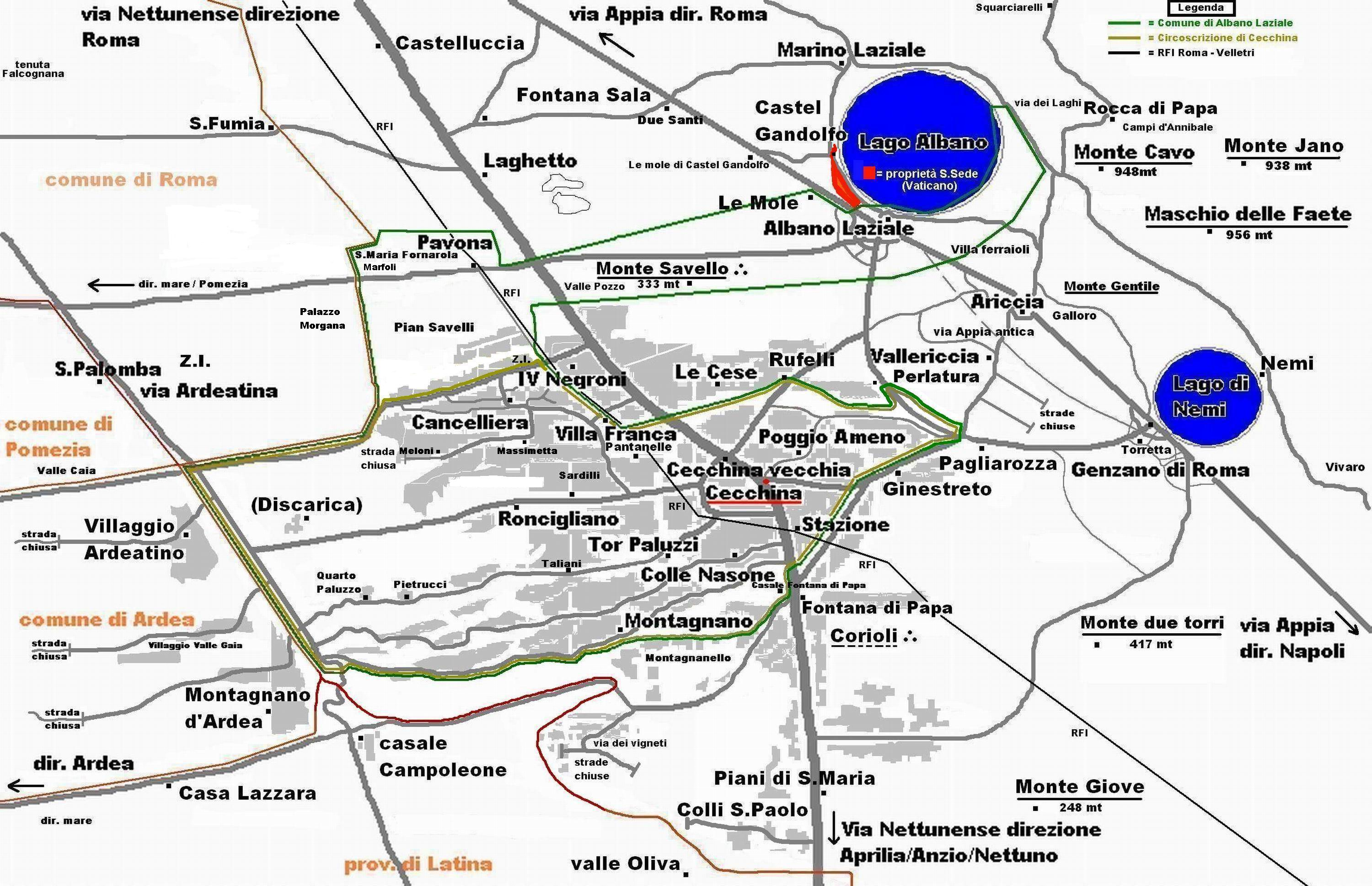
Il territorio di Cecchina.
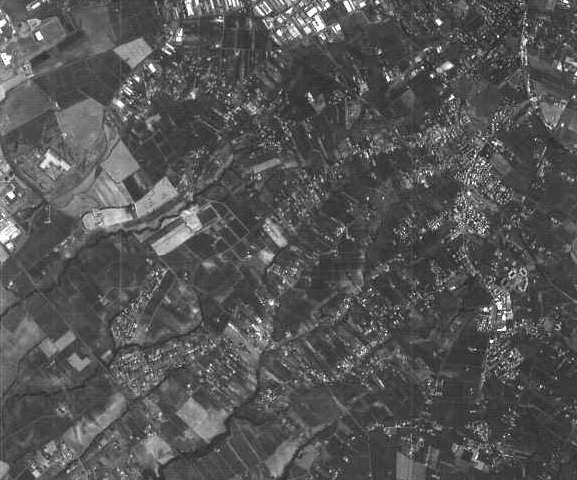
Foto aerea di Cecchina dell'I.G.M. (1994)
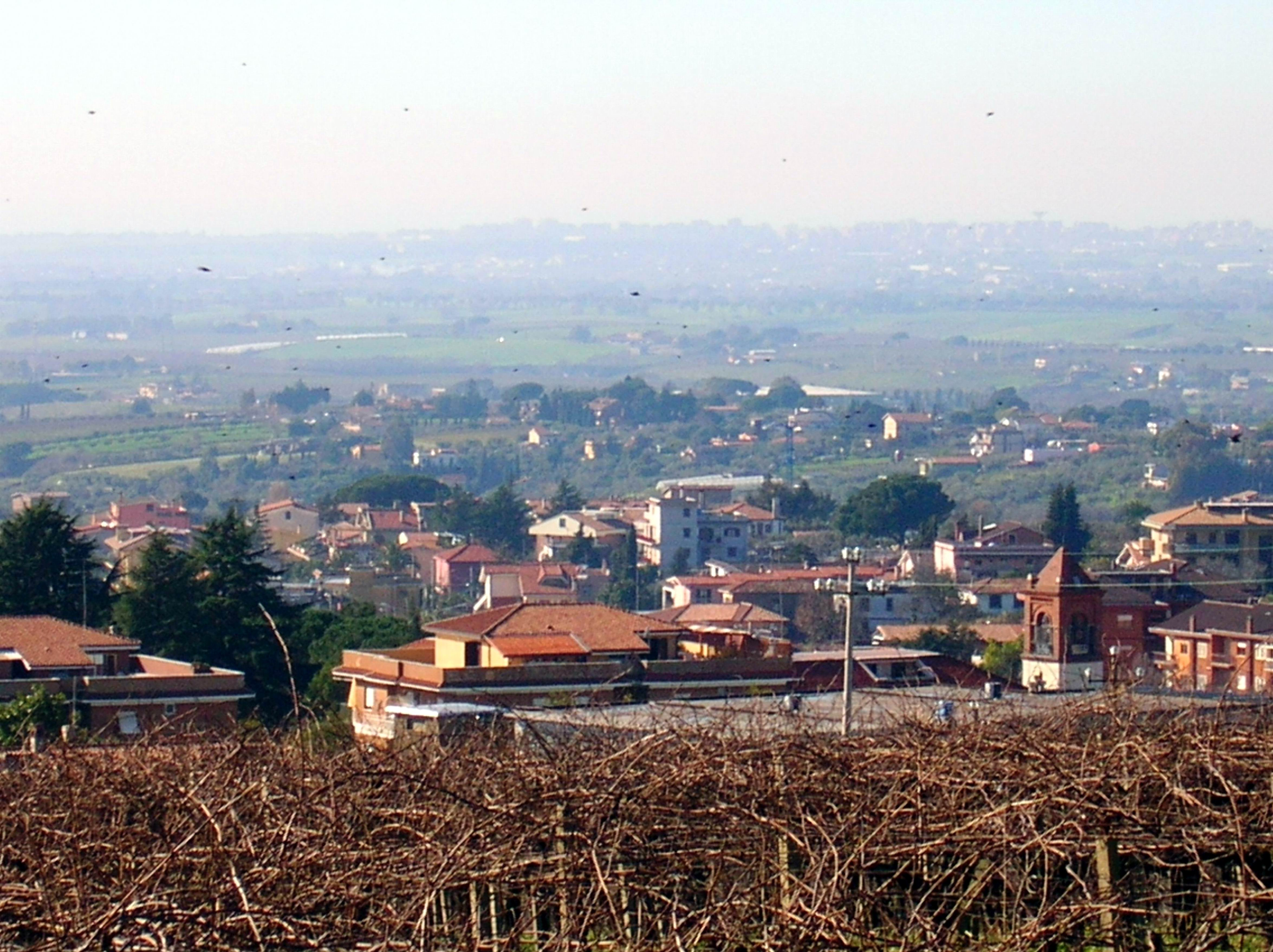
Particolare del centro di Cecchina di Albano.
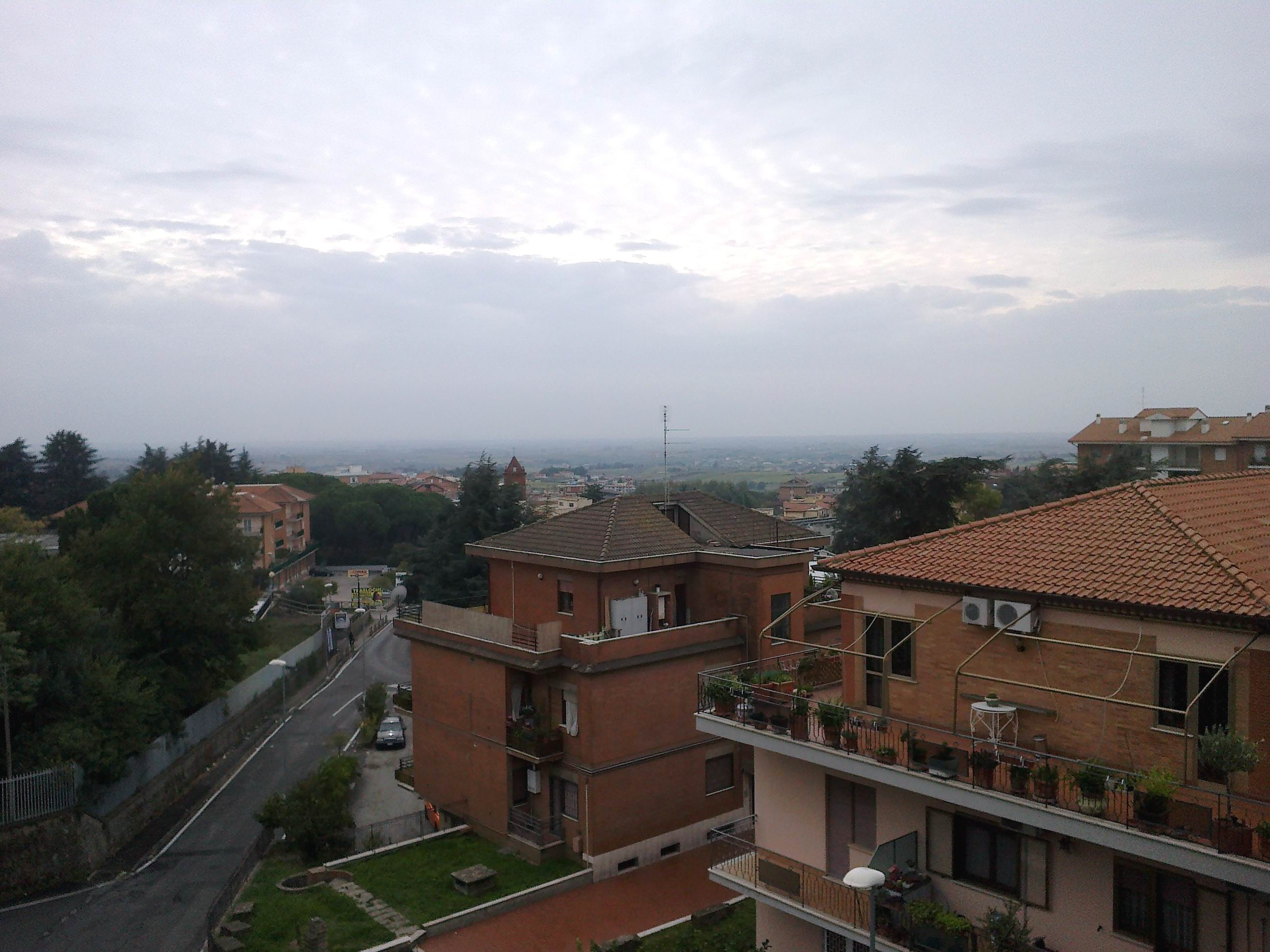
panorama di Cecchina di Albano dal quartiere di Poggio ameno.
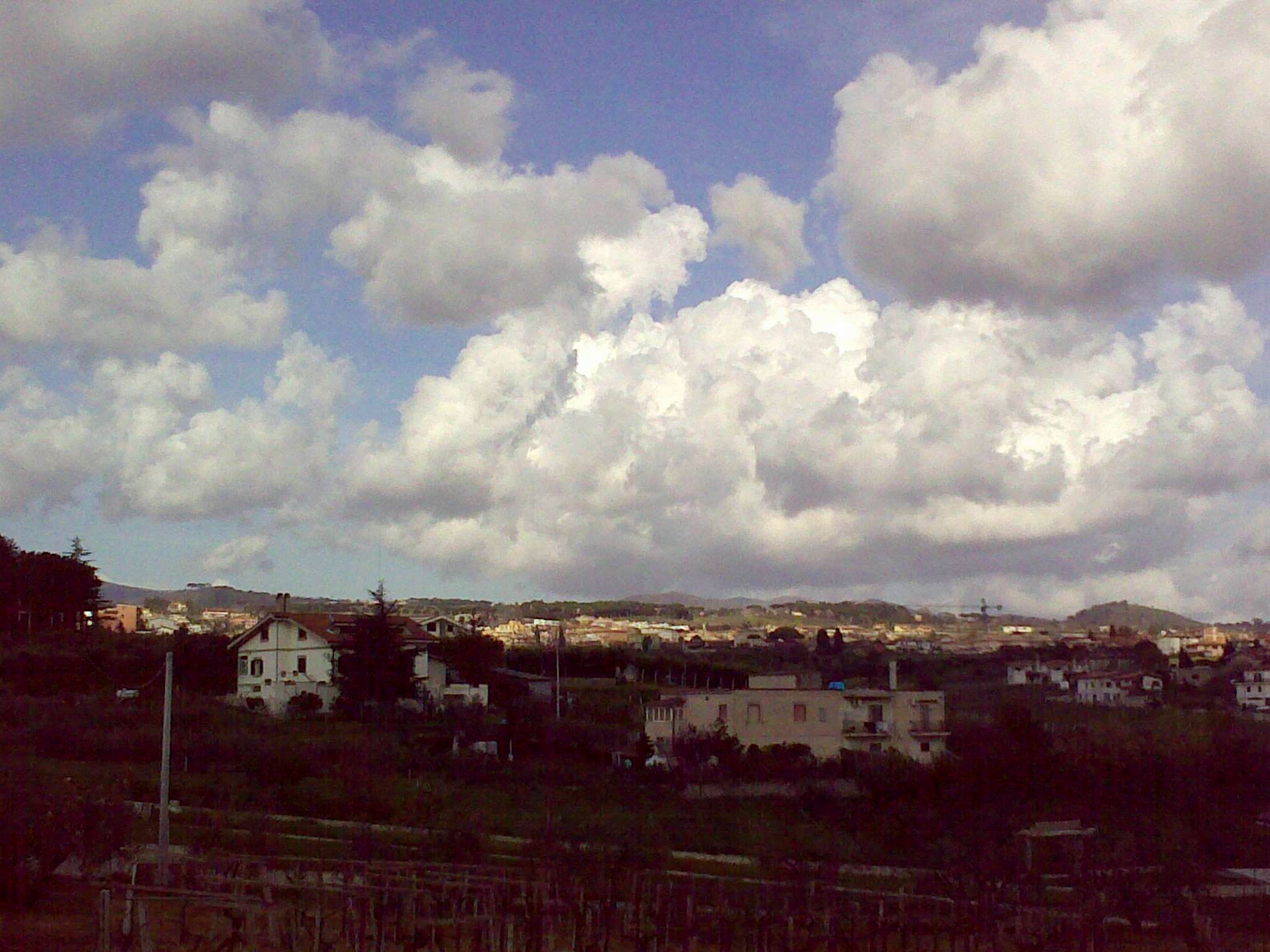
Panorama di Cecchina di Albano dalla località Tor Paluzzi
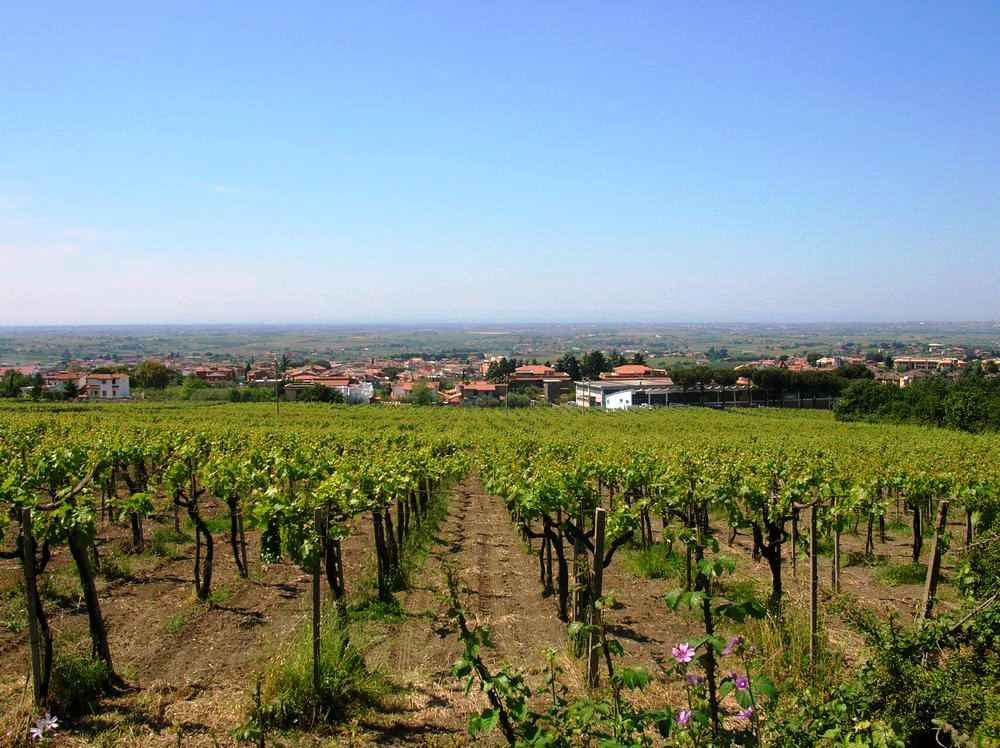
Panorama di Cecchina di Albano e vigneti dalla località Poggio Ameno.
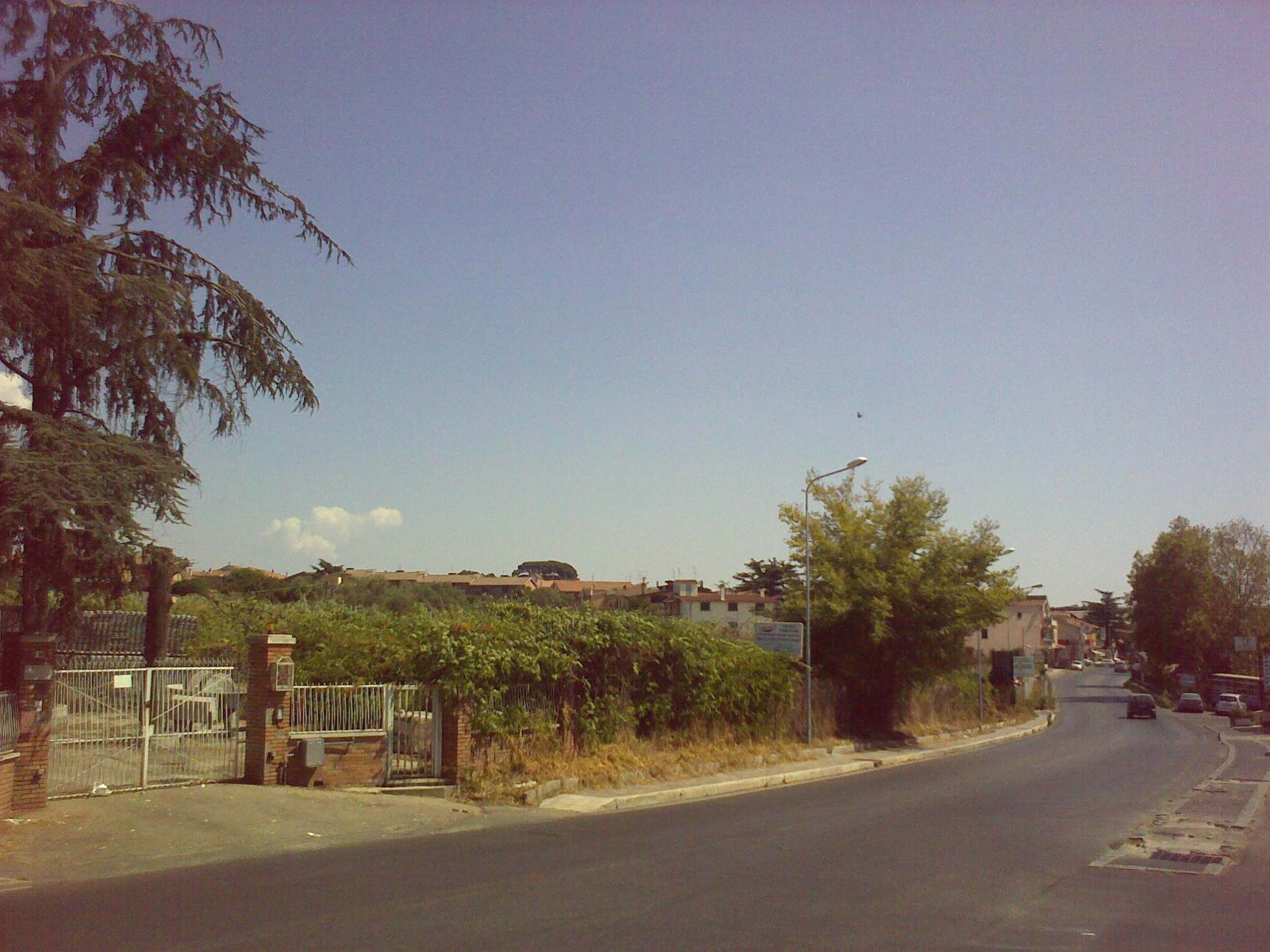
Cecchina di Ariccia, panorama di Fontana di Papa.
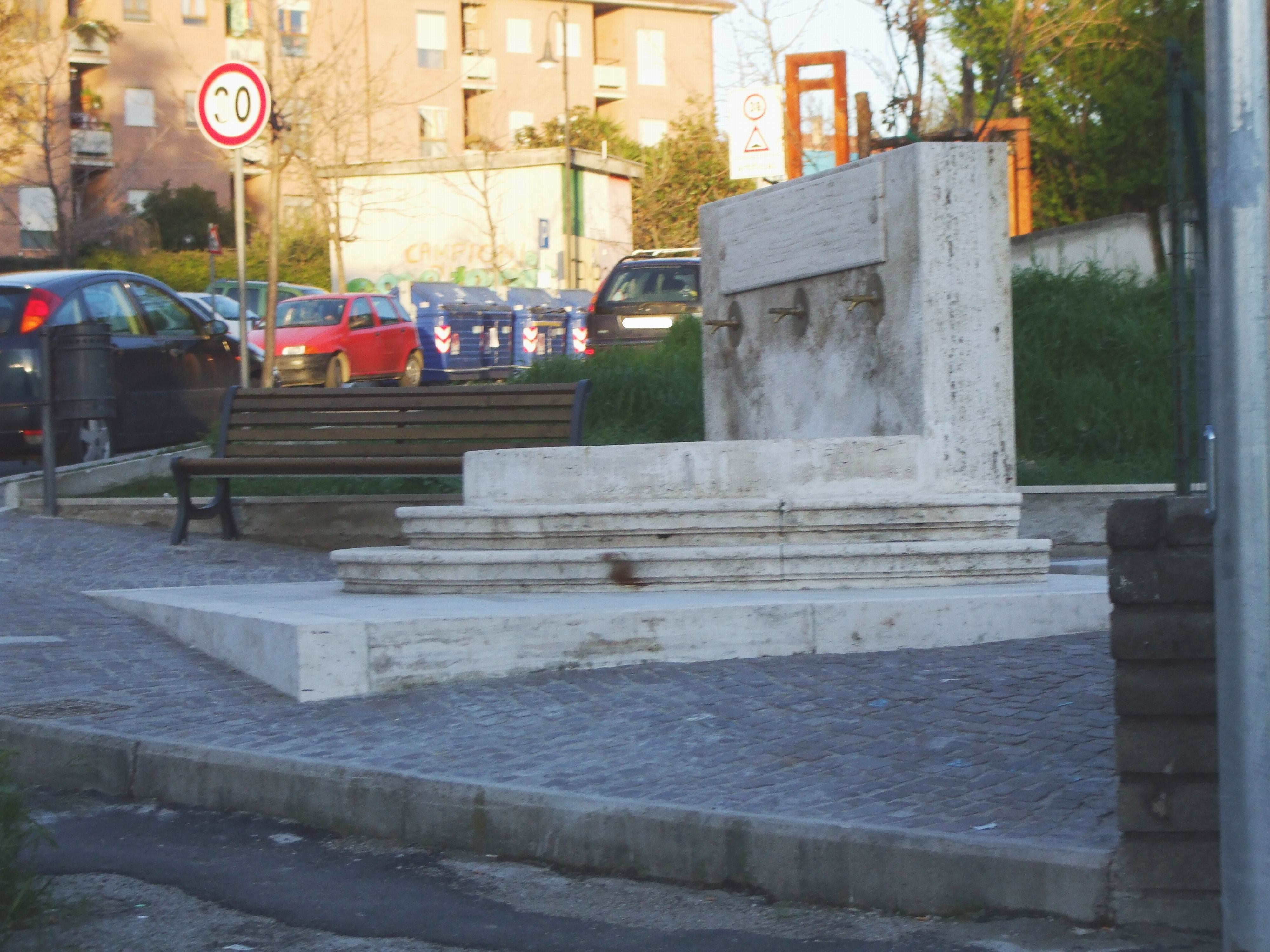
Cecchina di Ariccia, località Fontana di Papa: la fontana fatta erigere da Papa Pio IX che ha dato il nome alla zona.
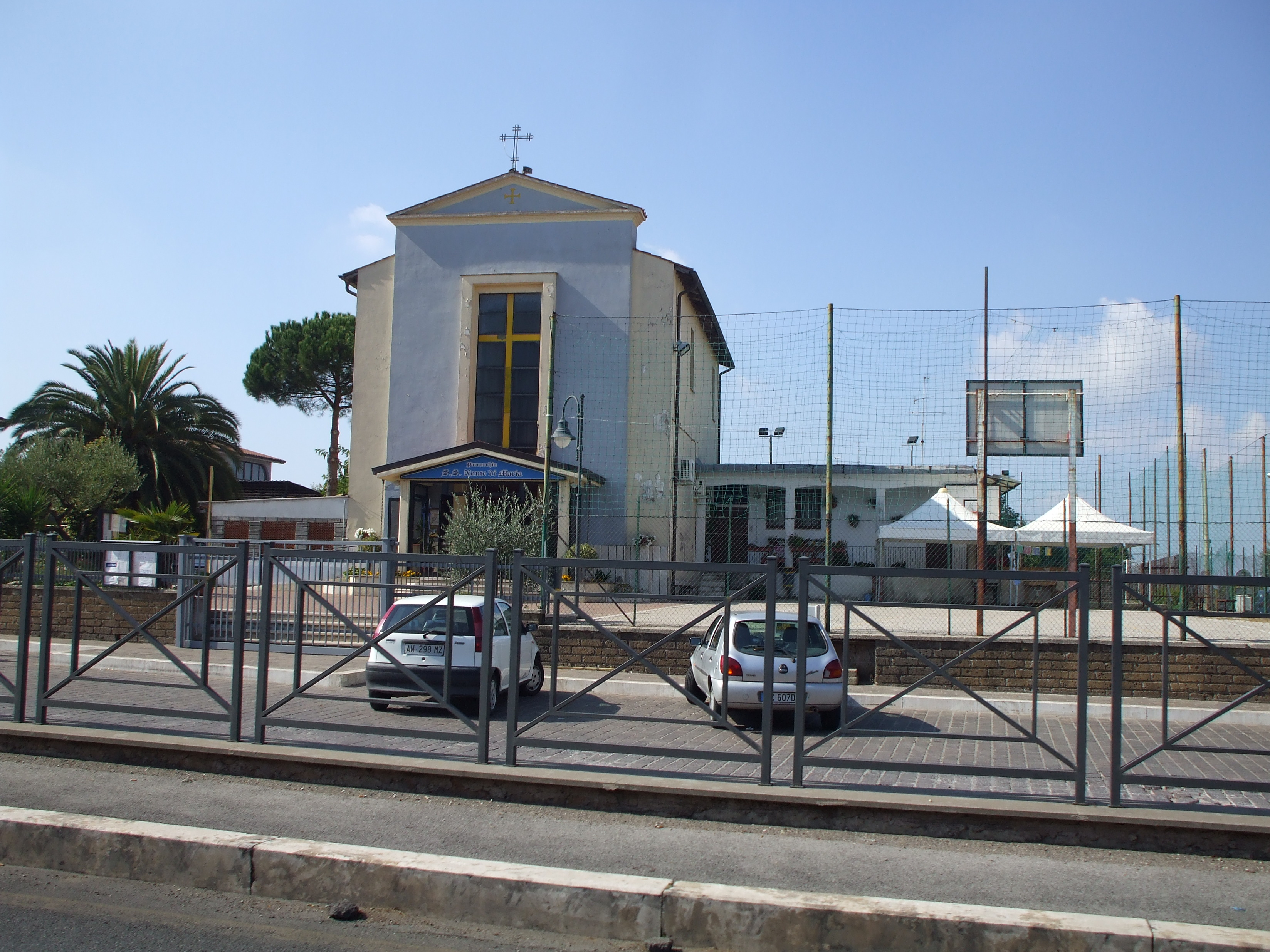
Cecchina di Ariccia, località Fontana di Papa, la chiesa di Santa Maria.
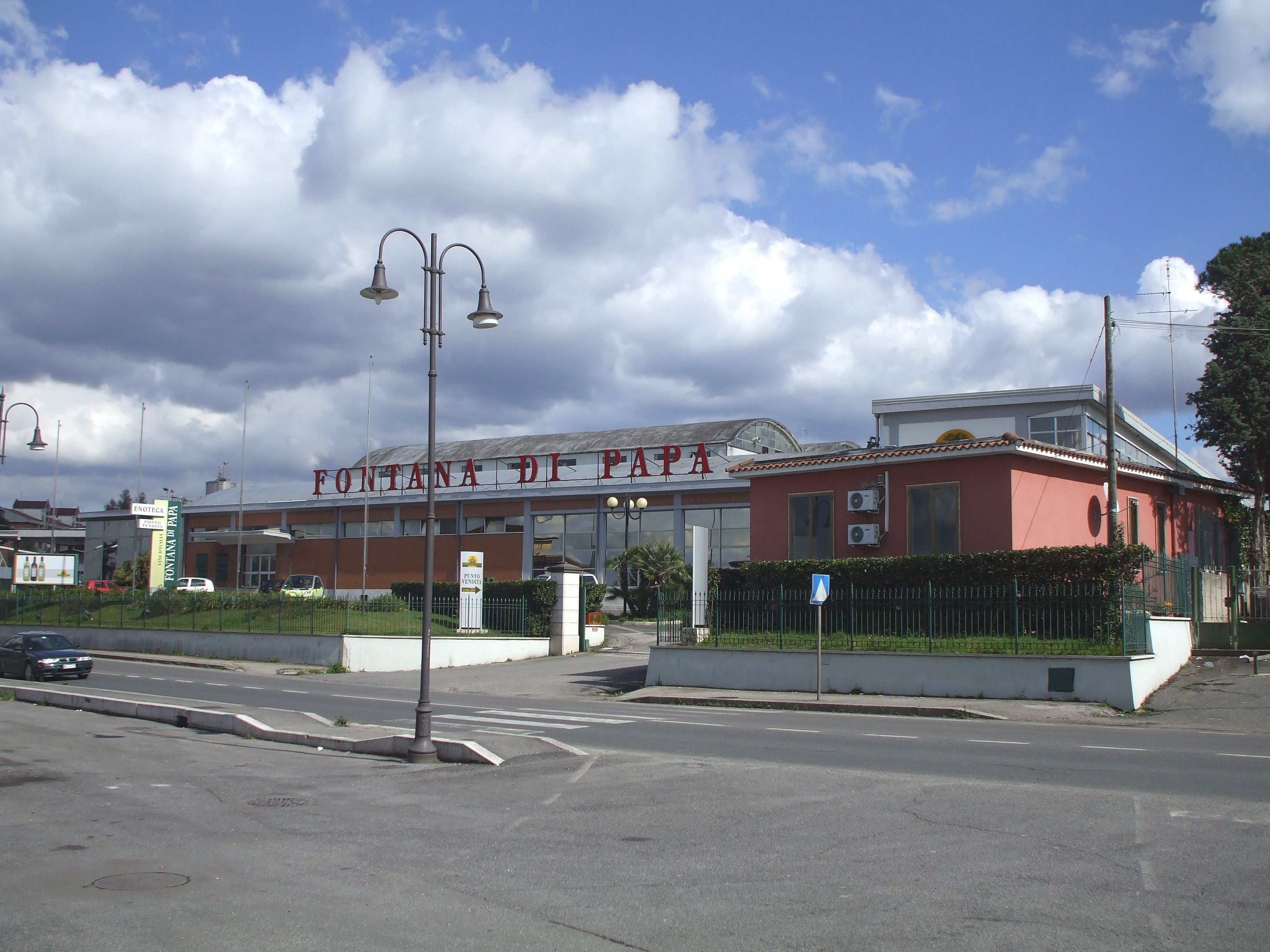
Cecchina di Ariccia, località Fontana di Papa: la cantina vitivinicola sita lungo la S. R. 207 Nettunense.
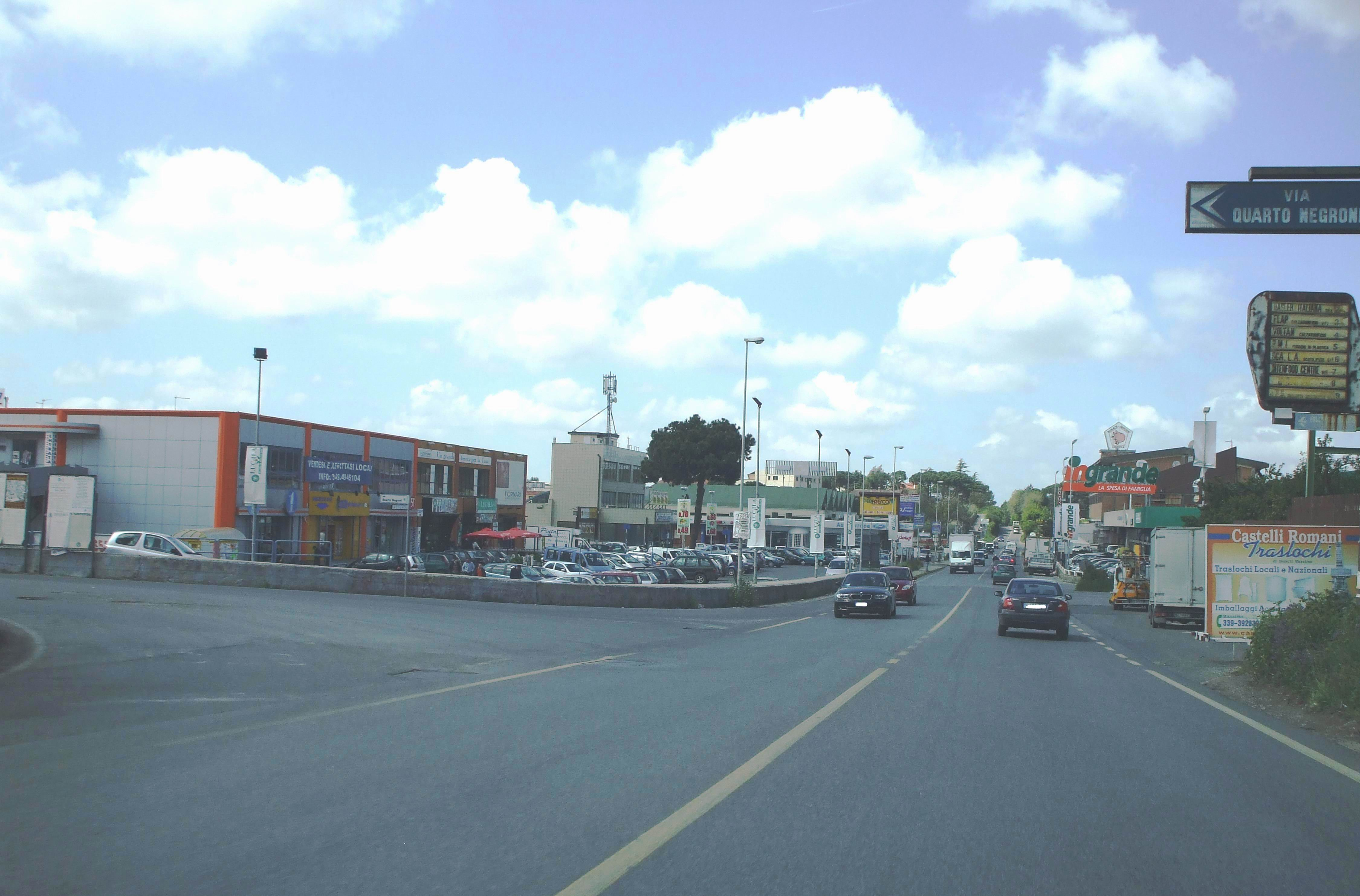
Cecchina di Ariccia - la zona industriale e commerciale di Cancelliera - IV Negroni.
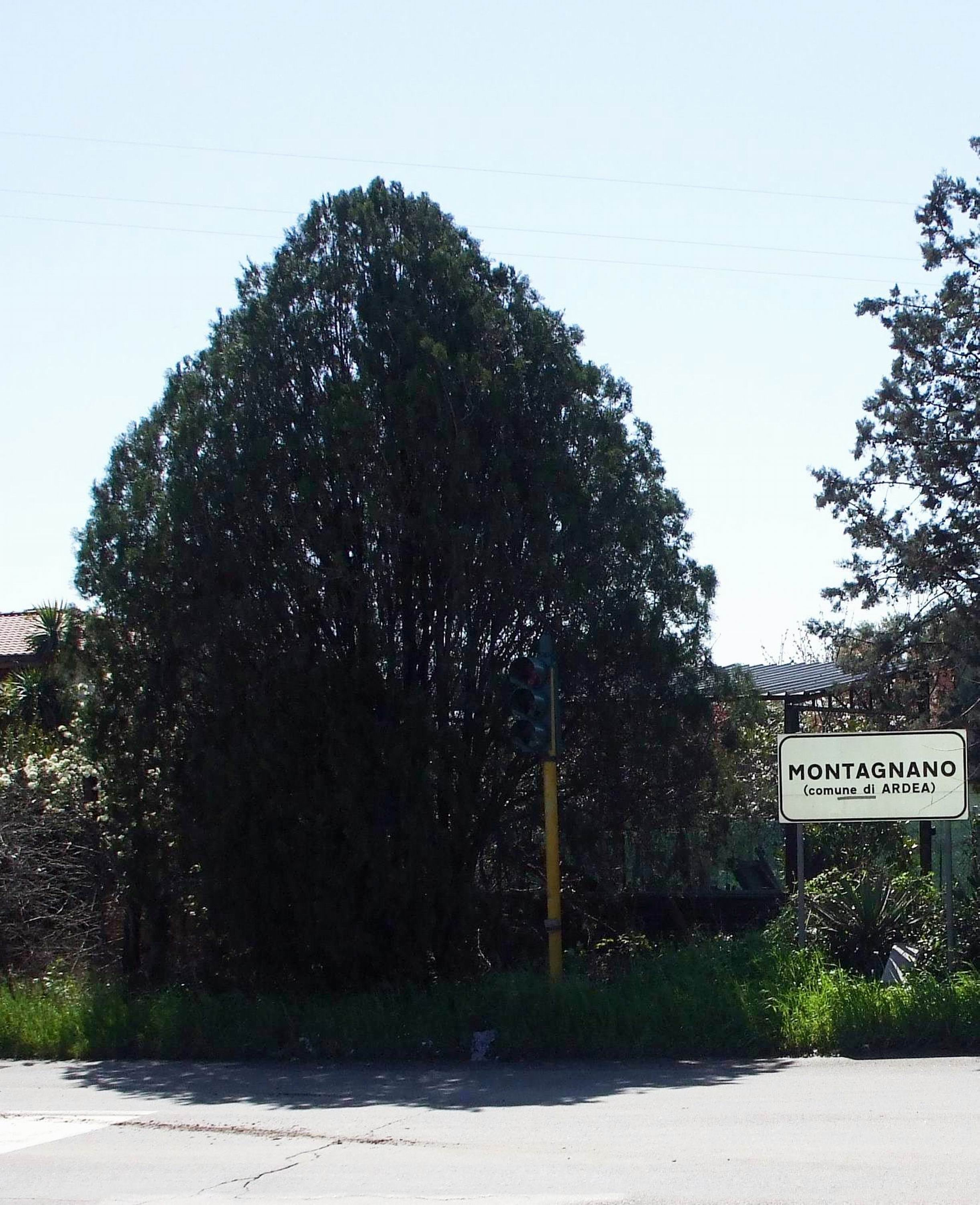
Cecchina, località Montagnano d'Ardea, parte del territorio comunale ardeatino.
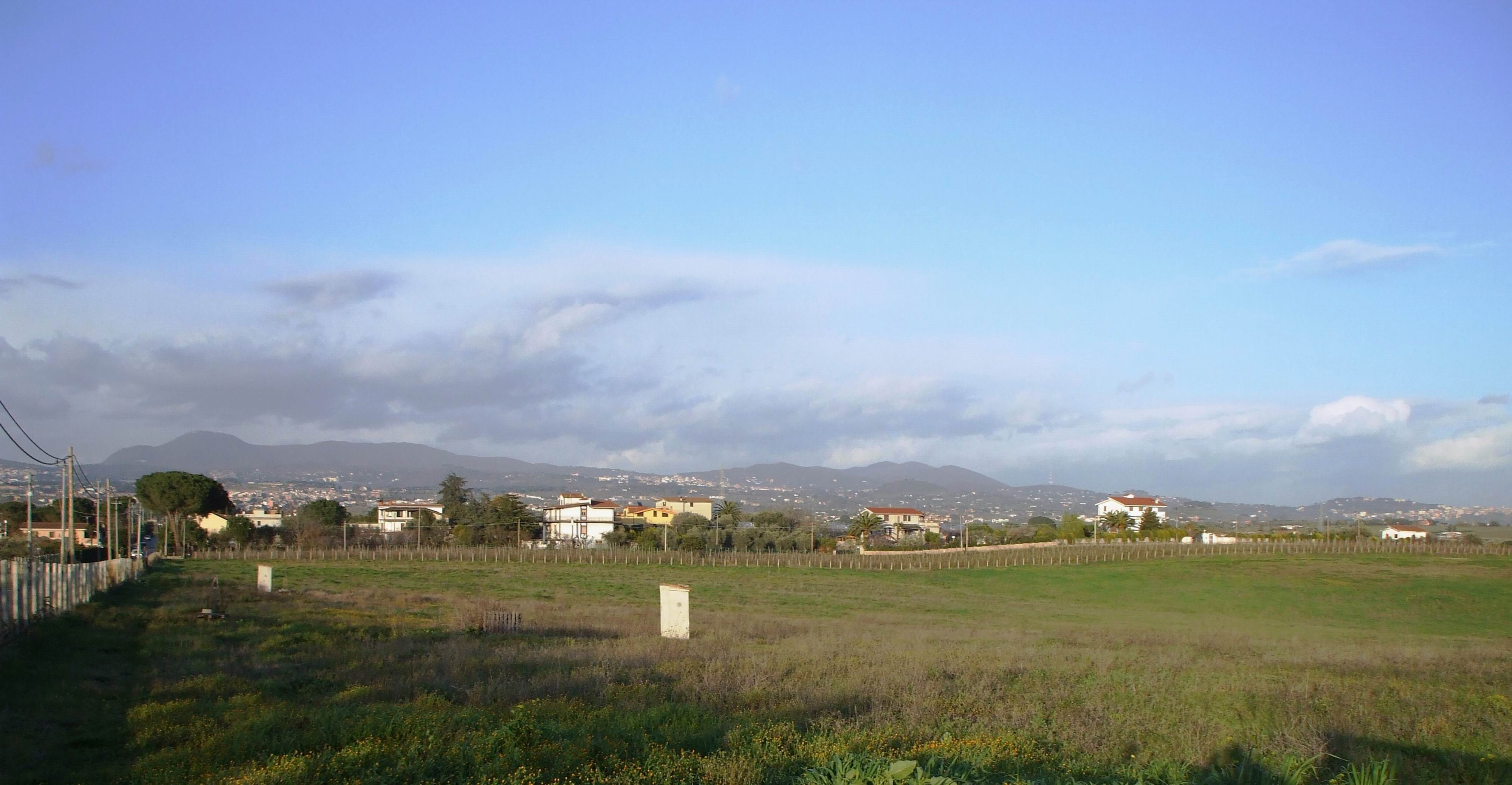
Cecchina, panorama di Montagnano d'Ardea.

## Voci correlate

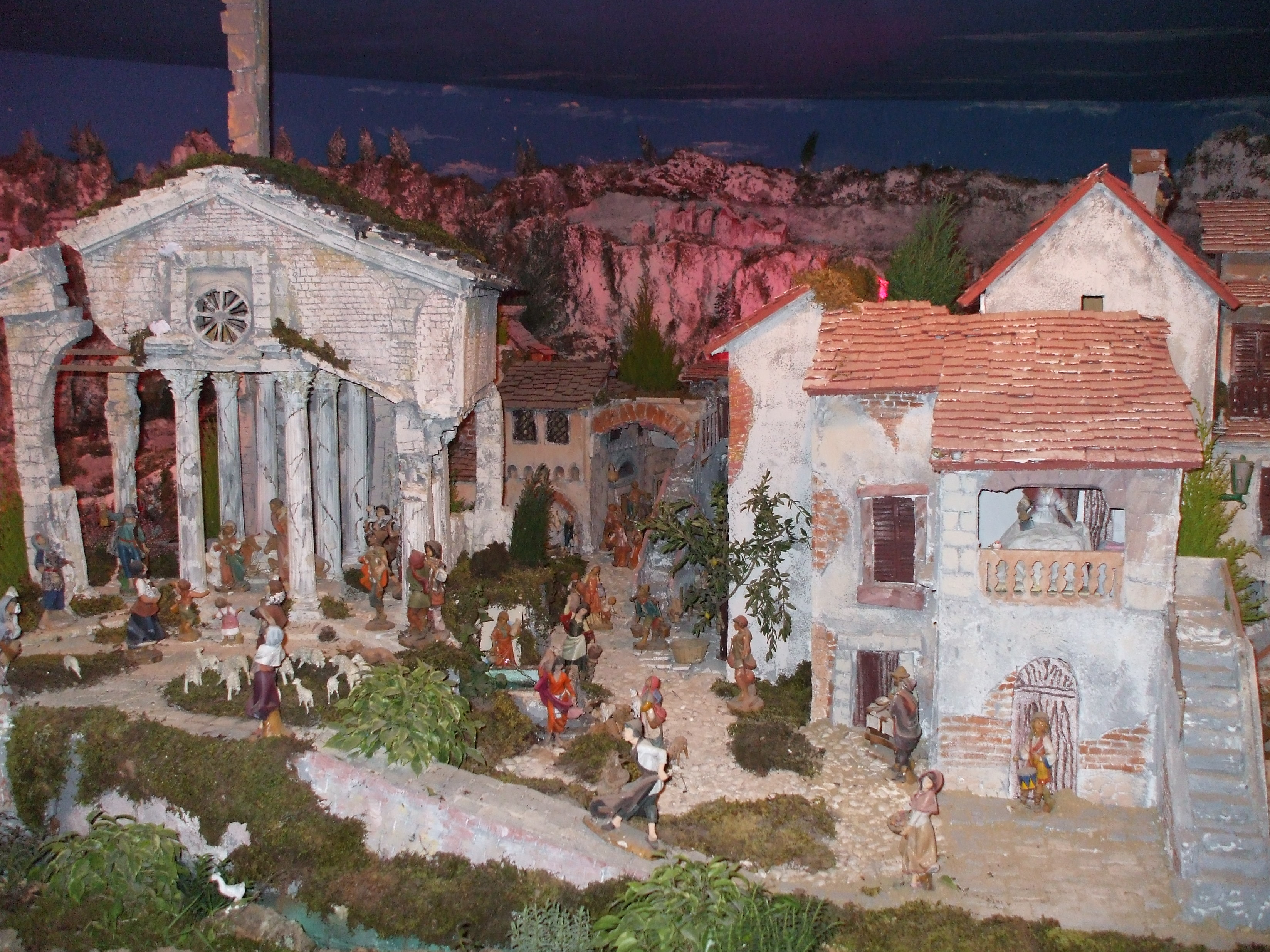
Cecchina di Albano, particolare del presepe artistico cecchinese.